# Operationsverstärker

Schaltsymbol Operationsverstärker
Links zwei Eingänge
- mit „−“ markiert: invertierend
- mit „+“ markiert: nichtinvertierend
Rechts der Ausgang
Hilfsanschlüsse, z. B. zur Speisung, werden im Allgemeinen nicht gezeigt

Schaltsymbol nach DIN EN 60617 Teil 13

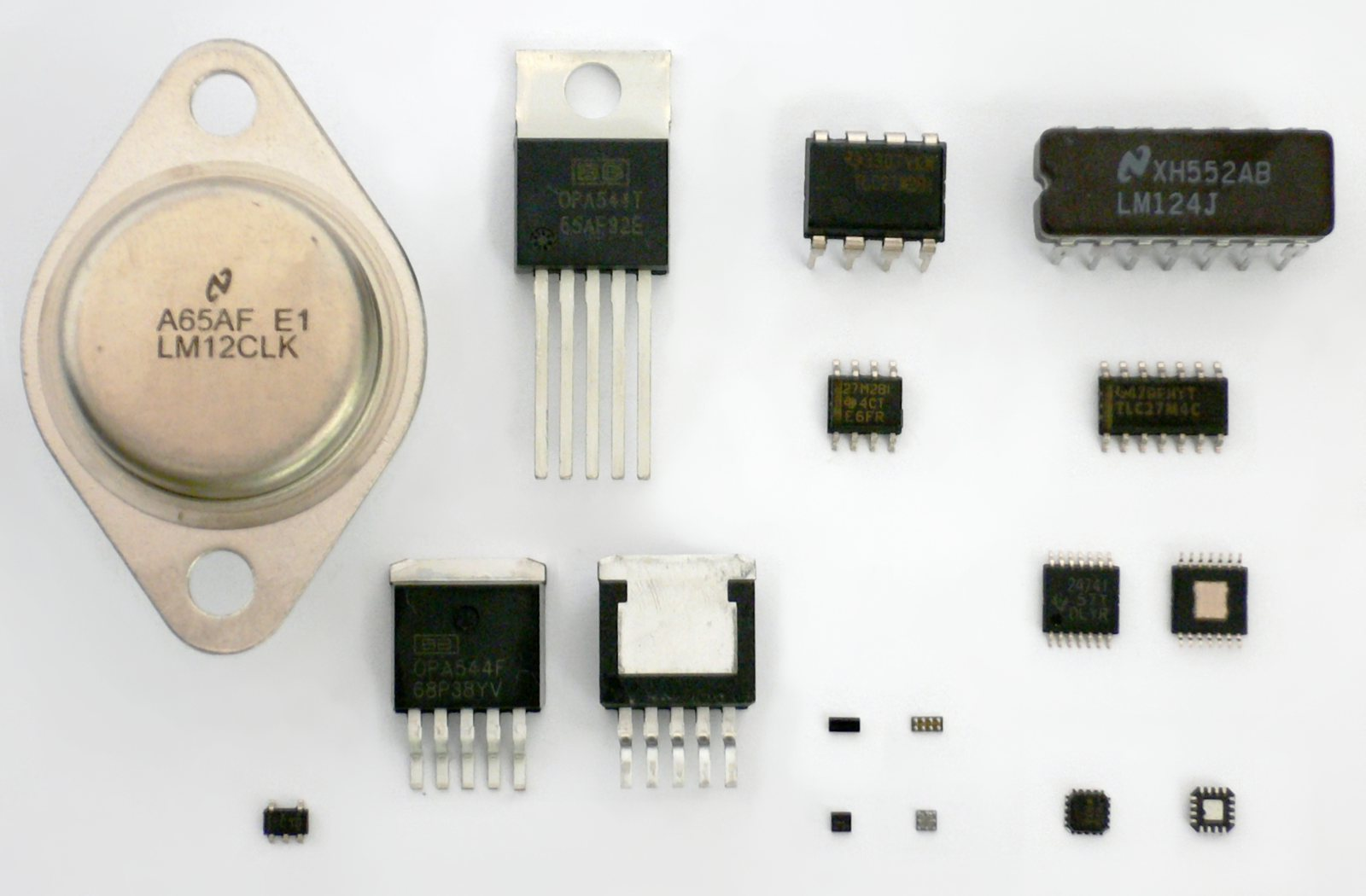
Verschiedene Bauformen von OPVs: Für Durchsteckmontage (rechts oben), Schraubmontage (Leistungstypen links oben) und Oberflächenmontage

Ein Operationsverstärker (Abk. OP, OPV, OPA, OpAmp, seltener OpV, OV, OA) ist ein gleichspannungsgekoppelter Verstärker mit einem sehr hohen Verstärkungsfaktor. Der Name stammt aus der Verwendung in elektronischen Analogrechnern und geht auf den mathematischen Begriff des Operators bzw. der Rechen-Operation zurück. Die Grundschaltung des Operationsverstärkers ist der Differenzverstärker. Durch äußere Beschaltung lassen sich viele verschiedene Funktionen festlegen. Damit sind Operationsverstärker Universalbausteine der signalverarbeitenden Analog-Elektronik. Sie sind als integrierter Schaltkreis günstig herzustellen und als elektronisches Bauelement sehr verbreitet.
Der übliche Operationsverstärker nimmt die Differenz zweier Spannungen auf und gibt sie verstärkt als eine auf Masse bezogene Spannung aus. Entsprechend sind die Eingänge hochohmig, der Ausgang ist niederohmig. Versorgt wird der Operationsverstärker herkömmlich mit einer gegen Masse positiven und einer negativen Spannung. Für besondere Anforderungen sind auch spezielle Varianten vorhanden. Soll der Normalfall von anderen Varianten abgegrenzt werden, wird der OP auch als VFA (engl. Voltage Feedback Amplifier) bezeichnet, auch sind weitere Nomenklaturen in Verwendung wie VV-OPV nach Tietze-Schenk.
Der Operationsverstärker genügt häufig den Erwartungen an ein ideales elektrisches Bauelement. Bei der Vielzahl an Anwendungen kann man aber durchaus an eine der Grenzen der Idealisierung stoßen. Daraus ist eine große Variationsbreite angebotener Schaltkreise entstanden, die jeweils in einer speziellen Richtung optimiert sind.
Das Verhalten einer Schaltung wird weitgehend nur durch ein Rückkopplungsnetzwerk bestimmt. Dessen Zusammenwirken mit dem OP drücken elementar und sehr hilfreich die „goldenen Regeln des VFA“ aus:
Durch die Eingänge fließt kein Strom, und der Ausgang des gegengekoppelten OP versucht, die Spannungsdifferenz zwischen den beiden Eingängen auf null zu bringen. Für die Behandlung von Fällen, die so nicht genügend zutreffend beschreibbar sind, gibt es erweiterte Ersatzschaltbilder.

## Geschichte

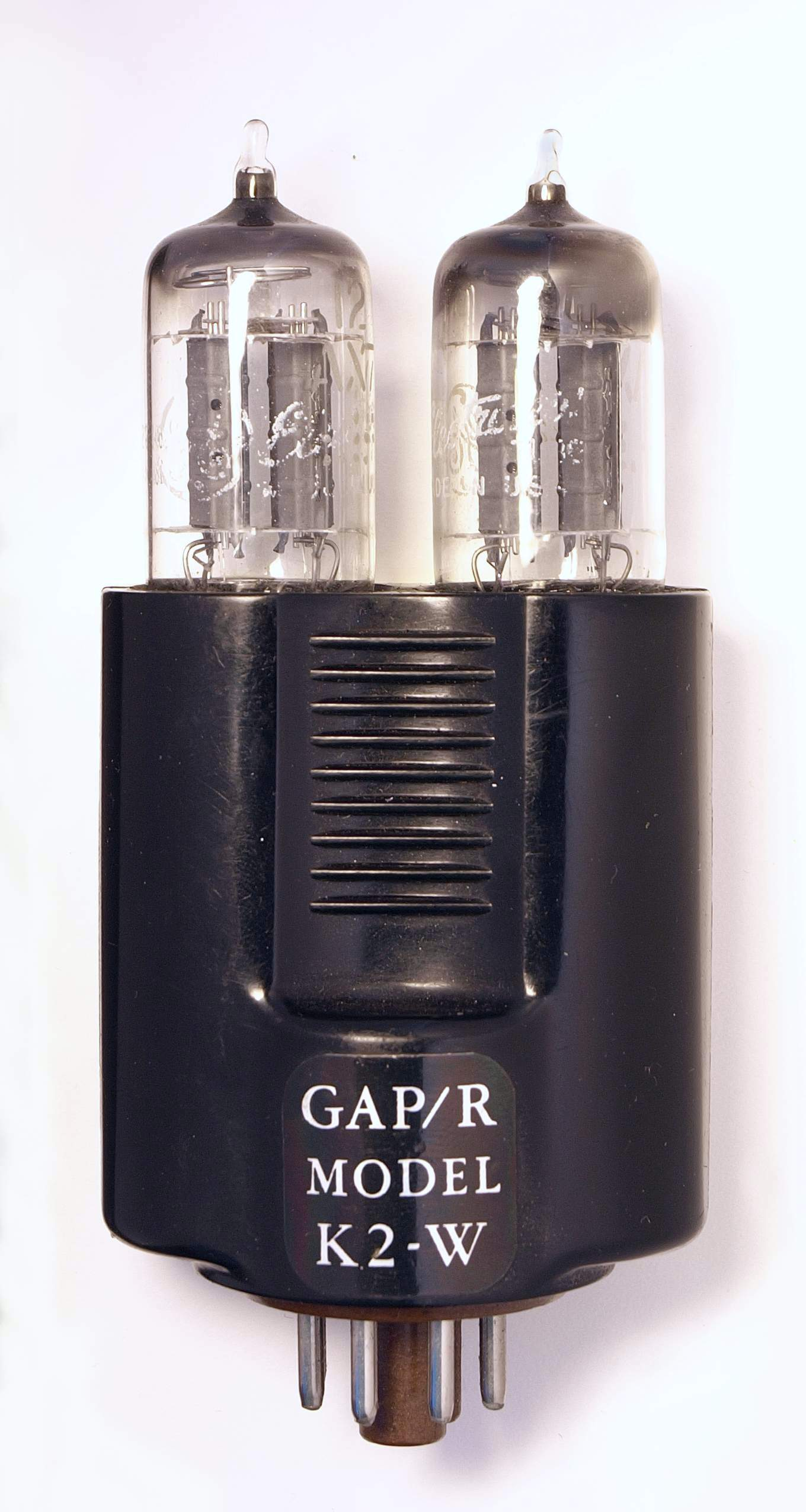
Operationsverstärker K2-W mit zwei Elektronenröhren

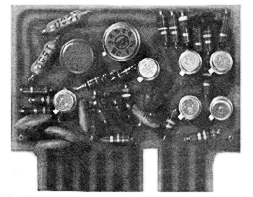
Aus diskreten Transistoren, Kondensatoren und Widerständen aufgebauter Operationsverstärker P45A von 1961

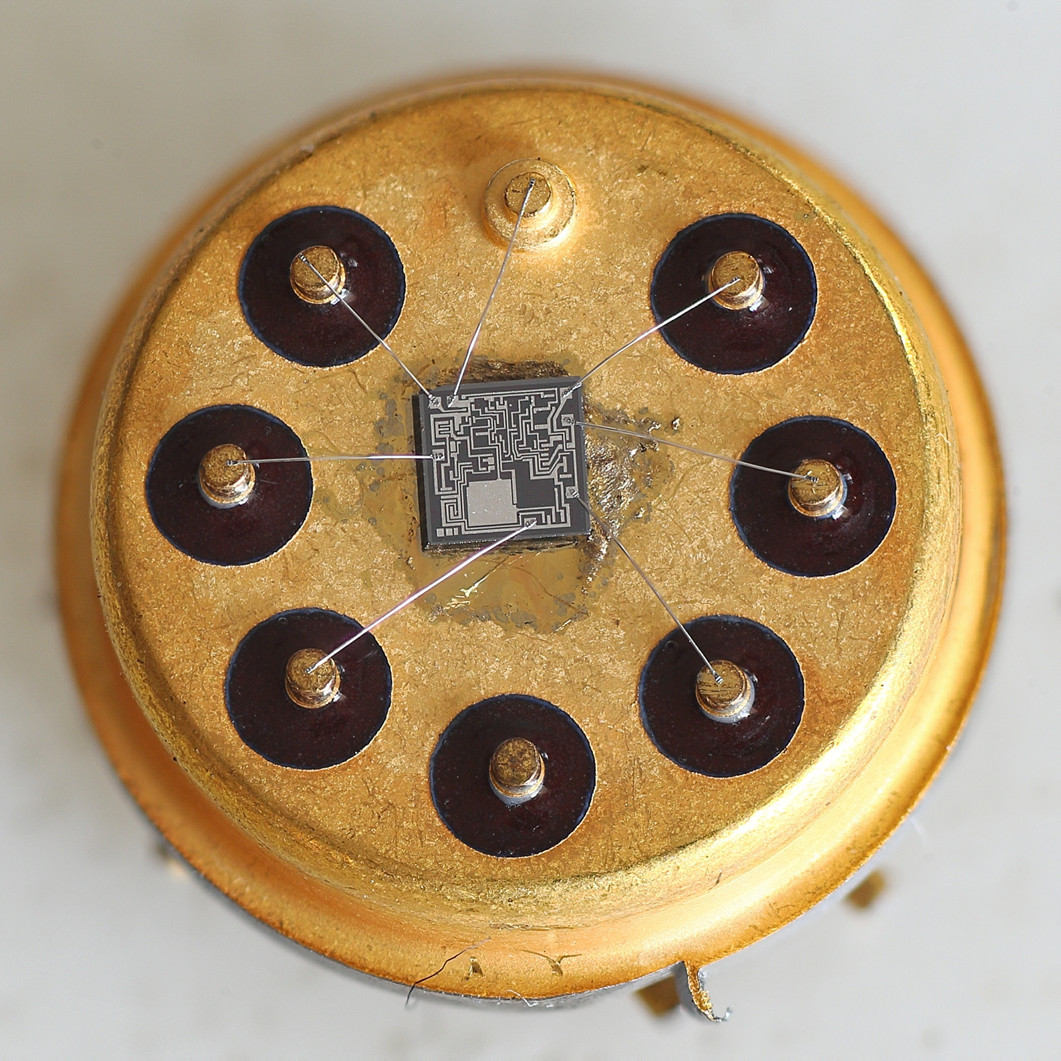
Integrierter Operationsverstärker µA741 aus dem Jahr 1969. Metallgehäuse geöffnet, Durchmesser 9 mm

Die ersten Differenzverstärker wurden um 1930 mit Elektronenröhren aufgebaut. Zusammen mit der Rückkopplungstheorie von Harold S. Black und den Arbeiten von Harry Nyquist und Hendrik Wade Bode waren damit zu Beginn des Zweiten Weltkriegs die wesentlichen Grundlagen für Operationsverstärker vorhanden. Diese wurden in den Bell Labs zunächst für wehrtechnische Anwendungen entwickelt, wie etwa die Geschützsteuerung M9 gun director system. Erfinder des dort verwendeten summing amplifier  ist Karl D. Swartzel Jr., der diesen 1941 patentierte. Für derartige Verstärker, die gleichspannungsgekoppelt eine hohe negative Verstärkung aufweisen und dann durch eine Gegenkopplung in ihrem Verhalten bestimmt werden, zeigte John Ragazzini 1947, wie damit auch die Lösung von Differentialgleichungen möglich ist, und prägte den englischen Namen „Operational Amplifier“. Die deutsche Bezeichnung „Operationsverstärker“ ist davon abgeleitet.
Den Operationsverstärker nach heutiger Definition – mit Differenzeingang – hatte Anfang der 1940er Jahre Loebe Julie, ein Mitarbeiter von Ragazzini, mit Förderung durch George A. Philbrick entwickelt. Dieses Design eines einfachen und zugleich sehr schnellen Verstärkers wurde dann von Philbricks Firma George A. Philbrick Researches Inc. (GAP/R) weitergeführt und in Form kompakter, mit K2-W bezeichneter Verstärkermodule 1952 zu einem Preis von 20 US-Dollar auf den Markt gebracht. Sie enthielten zwei gleiche, als Doppel-Trioden ausgeführte Elektronenröhren, benötigten eine Versorgungsspannung von ±300 V bei 4,5 mA und konnten bis zu Frequenzen von 100 kHz genutzt werden. Die Firma GAP/R publizierte zu dieser Zeit auch viele technische Applikationsschriften zu dem Thema wie die Firmenschrift Application Manual for Operational Amplifier for Modeling, Measuring, Manipulating, and Much Else, die viele Anwendungsmöglichkeiten beleuchteten und zu dem weiten Einsatz der Operationsverstärker beitrugen. Auch das heute übliche Schaltsymbol für den Operationsverstärker stammt von GAP/R.
Als ab Ende der 1950er Jahre geeignete Transistoren verfügbar waren, wurden mit diesen erheblich kleinere und mit kleineren Spannungen betreibbare Operationsverstärker-Module entwickelt und dafür die sich etablierenden Fertigungstechnologien genutzt. Bereits 1958 brachte die Firma Burr-Brown das Model 130 auf den Markt, nachfolgend dann z. B. GAP/R die Modelle P65 und P45 mit Siliziumtransistoren. Diese Module waren bereits auf einer gedruckten Leiterplatte realisiert und konnten wiederum auf Leiterplatten eingesteckt oder, in einer vergossenen Variante, eingelötet werden; eine Versorgungsspannung von ±15 Volt genügte.
Mit der Entwicklung integrierter Schaltkreise wurde kurz darauf die Fertigung des kompletten Operationsverstärkers auf einem Chip möglich. Robert Widlar entwickelte 1962 bei Fairchild Semiconductor den µA702, der anfänglich für 300 US-Dollar angeboten wurde, und 1965 dann den µA709, der aufgrund vieler Verbesserungen große Verbreitung fand. Nach dem Weggang von Widlar wurde von Dave Fullagar 1968 bei Fairchild der Nachfolgetyp µA741 mit höherer Robustheit und Stabilität entwickelt, der mit der markanten Ziffernfolge „741“ dann auch von anderen Unternehmen kopiert und vertrieben wurde, sich zu 100 Millionen Stück verkaufte und (Stand 2017) immer noch produziert wird. Spezielle Anforderungen wurden durch Hybridbauweise realisiert, bei der die ungehausten Transistorchips zusammen mit anderen Bauelementen auf einem Keramiksubstrat in einen gemeinsamen Gehäuse montiert wurden. Ein Beispiel ist der auch in der Mondmission Apollo 12 im Jahr 1969 eingesetzte Operationsverstärker 2404BG mit Feldeffekttransistoren in der Eingangsschaltung und einem Verstärkungs-Bandbreiten-Produkt von über 20 MHz.
Während integrierte Operationsverstärker anfänglich in hermetisch dichten, runden Metallgehäuse mit Anschlüssen an einer Seite ähnlich damaliger Transistoren und in hermetisch abgeschlossene Keramikgehäuse verbaut wurden, haben sich später kostenoptimierte und spezialisierte Gehäuse für Operationsverstärker weitestgehend durchgesetzt: Für kleine Leistungen werden DIL-Gehäuse mit 8 Pins für ein oder zwei Operationsverstärker und 14 Pins für vier Operationsverstärker auf einem Chip, für größere Leistungen Gehäuse mit Kühlflächen eingesetzt. Mit dem Vordringen der Oberflächenmontage wurden die Gehäuse kleiner, teils weniger als 1 mm² für einen Doppel-Operationsverstärker.
Der erste stromgegengekoppelte Operationsverstärker wurde von David Nelson bei der damaligen Firma Comlinear (wurde von National Semiconductor übernommen und gehört heute zu Texas Instruments), entwickelt und zunächst in Hybridbauweise unter der Bezeichnung CLC103 verkauft. Als integrierte Schaltkreise wurden stromgegengekoppelte Operationsverstärker ab 1987 von Comlinear und Elantec angeboten.
Operationsverstärker wurden in ihren mechanischen und elektrischen Eigenschaften weiter verbessert und für viele Anwendungen in der analogen Schaltungstechnik optimiert, so kommen je nach Erfordernis verschiedene Transistortypen wie Bipolartransistoren, JFETs und MOSFETs zum Einsatz. Mit zunehmenden Stückzahlen sank auch der Preis der Bauteile. Herstellerübergreifende Typen, wie der Vierfach-Operationsverstärker LM324, sind für wenige Cent erhältlich.

## Aufbau und Varianten
|                   | Spannungs-Ausgang                                    | Strom-Ausgang                                 |
| ----------------- | ---------------------------------------------------- | --------------------------------------------- |
| Spannungs-Eingang | Spannungs-Verstärker (Normalfall) VV-OPV (engl. VFA) | Transkonduktanz-Verstärker VC-OPV (engl. OTA) |
| Strom-Eingang     | Transimpedanz-Verstärker CV-OPV (engl. CFA)          | Strom-Verstärker CC-OPV (engl. uneinheitl.)   |

Es gibt unterschiedliche Typen von Operationsverstärkern, die sich z. B. durch ihre nieder- bzw. hochohmigen Ein- und Ausgänge voneinander unterscheiden. Fast immer ist der nicht invertierende (positive) Eingang als hochohmiger Spannungseingang ausgeführt. Der invertierende (negative) Eingang ist je nach Typ entweder ein hochohmiger Spannungseingang oder ein niederohmiger Stromeingang. Entsprechend kann der Ausgang entweder als ein niederohmiger Spannungsausgang oder als ein hochohmiger Stromausgang ausgeführt sein. Dadurch ergeben sich vier Grundkonfigurationen, wie sie in der nebenstehenden Tabelle dargestellt werden.
Es sind weitere Konfigurationen möglich, aber nicht üblich. So kommt z. B. Schmid auf neun unterschiedliche Varianten. Solche Ausnahmen sollen hier nicht weiter behandelt werden, diese Darstellung beschränkt sich auf die vier Varianten, von denen die Variante VV-OPV bei weitem dominiert.
Es gibt außerdem vollsymmetrische OPs, die mit zwei Ausgängen ausgestattet sind, zwischen denen die Ausgangsspannung differenziell ausgegeben wird. In diesem Fall ist oft ein dritter Eingang vorhanden, über den die Ruhelage der Ausgangsspannung gewählt wird.

### Herkömmlicher Operationsverstärker (VV-OP)
Beim herkömmlichen Operationsverstärker oder VV-OP (engl. voltage feedback OpAmp) sind beide Eingänge hochohmige Spannungseingänge und der Ausgang verhält sich wie eine möglichst niederohmige Spannungsquelle. In der Anfangszeit der Operationsverstärker gab es nur diesen Typ und auch heute noch ist diese Klasse die meistverbreitete. Auch in diesem Artikel wird meistens nur dieser Typ von Operationsverstärker referenziert. Die Vorteile sind seine geringe Offsetspannung und hohe Präzision bei niedrigen Frequenzen. Nachteilig sind die Stabilitätsprobleme, vor allem bei kapazitiven Lasten im dynamischen Betrieb. Typische Vertreter dieser Klasse sind der Urahn µA741 oder der OP07.

Vereinfachte Innenbeschaltung eines Operationsverstärkers

Integrierte Operationsverstärker bestehen aus einer Vielzahl von unterschiedlichen Stufen und Schaltungsteilen, um verschiedene Anforderungen erfüllen zu können. Trotzdem lassen sich alle diese unterschiedlichen Varianten im Wesentlichen auf drei Schaltungsteile reduzieren, wie in nebenstehender Abbildung dargestellt:
- Ein differentieller Eingang, im Schaltbild als gelber Bereich dargestellt. Dieser Teil besteht aus einem Differenzverstärker mit den beiden Eingängen, im oberen Bereich dargestellt, und einer Konstantstromquelle im unteren Bereich. Der Differenzverstärker wandelt eine kleine Spannungsdifferenz in einen dazu proportionalen Ausgangsstrom um. Bei einem herkömmlichen Operationsverstärker stellt diese Stufe auch den hohen Eingangswiderstand sicher. Die Eingangstransistoren können je nach Technologie Bipolartransistoren, MOSFETs oder JFETs sein. Die unterschiedlichen Transistortypen wirken sich unter anderem auf die Größe des Rauschens aus.
- Eine Verstärkerstufe, orange hinterlegt, die den kleinen Eingangsstrom von der Eingangsstufe in eine hohe Ausgangsspannung umsetzt. Die hohe Leerlaufspannungsverstärkung („Geradeausverstärkung“) des Operationsverstärkers resultiert überwiegend aus dieser Stufe. Der in der Stufe zur internen frequenzabhängigen Gegenkopplung eingezeichnete Kondensator dient der Frequenzgangkorrektur und gewährleistet damit die Stabilität des Operationsverstärkers. Manche OPs sind extern im Frequenzgang korrigierbar, d. h., der Kondensator ist nicht auf dem Chip enthalten und kann stattdessen extern angeschlossen werden. Das Gehäuse hat dafür zusätzliche Anschlüsse.
- Eine Ausgangsstufe, blau hinterlegt. Diese Stufe ist oft als Gegentaktstufe (engl. push-pull) realisiert und hat im Gegensatz zu den beiden vorherigen Stufen keine Spannungsverstärkung. Es gibt jedoch auch OPs mit verstärkenden Endstufen, die als Open-Kollektor bzw. Open-Drain-Endstufen ausgeführt sind und zusätzlich einen externen Pull-Up- oder Pull-Down-Widerstand benötigen. Die Endstufe dient gewöhnlich als Stromtreiber für den Ausgang, besitzt einen kleinen Ausgangswiderstand und ermöglicht so einen hohen Ausgangsstrom.

Die Leerlaufspannungsverstärkung V0 gilt für Gleichspannung und Wechselspannung mit niedriger Frequenz. Da V0 sehr hoch ist (Richtwert 105), ist die Gefahr von Eigenschwingungen groß. Durch die Frequenzgangkorrektur nimmt V0 mit steigender Frequenz ab. Für Spannungsverstärker aus rückgekoppelten VV-OPs ist ihre Verstärkung V deutlich kleiner als V0. Der Frequenzbereich, in dem V unabhängig von der Frequenz ist, deckt größenordnungsmäßig den Tonfrequenzbereich ab. Einzelheiten werden weiter unten angegeben.

#### Innenaufbau (Innenschaltung) des µA741

Innenschaltung des µA741-Operationsverstärkers

Um die Komplexität realer Operationsverstärker im Vergleich zu dem vereinfachten Modell darzustellen, ist nachfolgend die Innenschaltung des bekannten µA741 abgebildet. Dieser integrierte Schaltkreis (IC) wurde 1968 entwickelt und spiegelt den Stand der damaligen Technologie wider. Er wurde verbreitet von den Fachzeitschriften zur Einführung in die damals neue Technologie der Operationsverstärker und in Schaltungsvorschlägen genutzt. So wurde er zunächst fast ohne Alternative der bekannteste und am meisten eingesetzte Operationsverstärker. Heute wird er noch in geringen Stückzahlen vornehmlich für den Ersatzbedarf produziert.
Der links eingezeichnete blau umrandete Bereich stellt die Eingangsstufe (Differenzverstärker) mit Konstantstromquelle dar. Zum Abgleich von fertigungsbedingten Abweichungen (Offsetspannung) sind in dieser Stufe zusätzliche Anschlüsse herausgeführt, woran ein Potentiometer zum Feinabgleich angeschlossen werden kann. Die drei rot umrandeten Bereiche stellen für die verschiedenen Stufen Stromspiegel dar. Stromspiegel sind stromgesteuerte Stromquellen und dienen in diesem Fall zur Versorgung der Verstärkerstufen.
Der magenta umrandete Bereich ist die primäre Spannungsverstärkerstufe, bestehend aus einer Darlington-Schaltung mit zwei Transistoren. Der grün umrandete Bereich erzeugt eine Vorspannung für die rechts außen türkis umrandete Ausgangsstufe. Der in der Mitte eingezeichnete Kondensator mit 30 pF dient der Frequenzkompensation. Die Fertigung dieses Kondensators direkt auf dem Siliziumchip stellte damals eine wesentliche Innovation in der Halbleiterfertigung dar.

### Stromrückgekoppelter Operationsverstärker (CV-OP)

Vereinfachte Innenbeschaltung eines CV-Operationsverstärkers

Bei dem stromrückgekoppelten Operationsverstärker, abgekürzt CV-OP (engl. current/voltage-OP) oder CFA (engl. current feedback amplifier) ist der invertierte Eingang ein niederohmiger Stromeingang und der Ausgang eine möglichst niederohmige Spannungsquelle. Ein Vorteil ist sein hoher Frequenzbereich, der den Einsatz etwa als Videoverstärker erlaubt. Ein Nachteil ist eine relativ hohe Offsetspannung. Ein typischer Vertreter dieser Klasse ist der Baustein AD8000.
Nebenstehende Abbildung zeigt die einfache Innenbeschaltung eines stromrückgekoppelten Operationsverstärkers. Im Gegensatz zu den in den vorherigen Kapiteln dargestellten herkömmlichen Operationsverstärkern mit Spannungseingängen ist der niederohmige Stromeingang in der gelb hinterlegten Eingangsstufe direkt an die Emitter der Eingangstransistoren angeschlossen. Die orange hinterlegte Verstärkerstufe in der Mitte besteht aus zwei Stromspiegeln, die die blau hinterlegte Gegentaktausgangsstufe ansteuern.
Zur Erlangung optimaler Stabilität ist der OP mit einem festgelegten Rückkopplungswiderstand zu betreiben. Spannungsverstärker aus rückgekoppelten CV-OPs werden bei einer Verstärkung in der Größenordnung von eins betrieben. Diese Schaltungen sind unabhängig von der Frequenz bis in den höheren Megahertz-Bereich.

### Transkonduktanz-Operationsverstärker (VC-OP)
Bei dem Transkonduktanz-Operationsverstärker oder VC-OP (engl. operational transconductance amplifier, abgek. OTA) sind beide Eingänge hochohmig und der Ausgang verhält sich wie eine möglichst hochohmige Stromquelle, deren Strom durch die Spannungsdifferenz an den Eingängen gesteuert wird. Einer seiner Vorteile ist – neben geringer Offsetspannung – die Möglichkeit, kapazitive Lasten dynamisch treiben zu können. Der Nachteil besteht darin, dass die Last bei der Schaltungsdimensionierung bekannt sein muss. Ein Baustein aus dieser Klasse ist der LM13700 von National Semiconductor.

### Stromverstärker (CC-OP)
Der Stromverstärker oder CC-OP, auch unter der Markenbezeichnung englisch diamond transistor bekannt, besitzt einen niederohmigen und invertierten Stromeingang und einen möglichst hochohmigen Stromausgang. Dieser Typ von Operationsverstärker verhält sich in Näherung fast wie ein idealer Bipolartransistor, mit Ausnahme der Stromrichtung am Kollektor. Die Basis fungiert als hochimpedanter nichtinvertierender Eingang, der Emitter als der niederimpedante invertierende Eingang, und der Kollektor als hochimpedanter Ausgang. Im Gegensatz zu einem realen Bipolartransistor können die Ströme in beide Richtungen fließen, d. h., es ist keine Unterscheidung zwischen NPN und PNP nötig, ein Bauteil deckt beide Polaritäten ab.
Im Gegensatz zu realen Bipolartransistoren benötigt der CC-OP aber eine Stromversorgung, ist also wie andere Operationsverstärker kein 3-poliges Bauelement. Die Ströme an Emitter und Kollektor sind gleichsinnig, das heißt, sie gehen beide ins Bauteil hinein, oder beide heraus. Die Summe beider Ströme fließt über die Betriebsspannungsanschlüsse, zusätzlich zum Ruhestrom. Es handelt sich damit in der Klassifizierung von Sedra/Smith um einen CCII+ (Current Conveyor, second Generation, positive Polarity). Der reale Bipolartransistor wäre dagegen eine Implementierung des CCII-.
Ein Vertreter dieser Klasse ist der OPA860 von Texas Instruments. Dieser enthält außerdem einen Impedanzwandler (Spannungsfolger), mit dessen Hilfe man den Ausgang zum niederimpedanten Spannungsausgang machen kann, wodurch man einen CFA erhält. Der Impedanzwandler kann aber auch vor den „Emitter“ geschaltet werden, wodurch dieser hochimpedant wird. Das ergibt einen OTA. Mit einem Bauteil sind so drei unterschiedliche Konfigurationen realisierbar. Aus diesem Grund wird das Bauteil auch als OTA vermarktet, es kann jedoch genauso in den anderen Konfigurationen betrieben werden. Die Verwandtschaft zum CFA sieht man am gezeigten Prinzipschaltbild des CFA: Der blau hinterlegte Teil ist ein Impedanzwandler. Wird er entfernt, bekommt man einen CC-OP. Im OPA860 ist der Impedanzwandler vorhanden, aber seine Anschlüsse sind separat nach außen geführt, so dass seine Benutzung dem Anwender freisteht.

### Schnittstellen
Die Übergänge der Innenschaltung zur Außenschaltung lassen sich wegen der Vielfalt der Realisierungen nur exemplarisch beleuchten.

#### Eingangsstufe
Die Innenschaltung des Typs 741 und vieler weiterer Typen enthält in beiden Eingängen des Differenzverstärkers npn-Transistoren, so dass selbst im Ruhezustand in beide Eingänge ein positiver Strom hineinfließt. Alternativ gibt es Eingänge mit pnp-Transistoren und negativem Eingangsstrom. Für Signalquellen, die nur eine besonders kleine Stromstärke liefern können, gibt es Eingänge mit Feldeffekttransistoren (JFET, MOSFET). Für Anwendungen, bei denen die Offsetspannung ein Problem darstellt, kann diese bei manchen Typen über zusätzliche Anschlüsse auf null abgeglichen werden. Die Eingangsspannungen müssen oft in einem Bereich bleiben, der durch die Speisespannungen begrenzt wird.

#### Ausgangsstufe

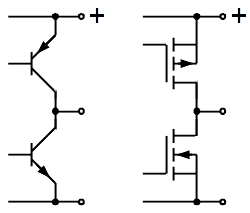
Rail-to-Rail-Ausgangsstufe
bipolar oder
CMOS.
Die untere Speiseleitung kann an „0“ oder „−“ gelegt sein.

Ihre Innenschaltung ist aufgebaut wie eine Gegentaktendstufe ohne Kondensator. Sie kann einen Gleichstrom nach außen abgeben (source) und genauso gut einen Gleichstrom von außen aufnehmen (sink). Herkömmliche Speisespannungen sind ±15 V gegen Masse, in neueren OPs oft kleiner; aber auch ±1250 V sind möglich. Bei den weiter oben gezeigten Schaltungen ist die bei voller Aussteuerung mögliche Ausgangsspannung dem Betrage nach kleiner als die Speisespannung, weil am oberen npn-Transistor mindestens so viel wie eine Basis-Emitter-Spannung {\displaystyle U_{\mathrm {BE} }} abfällt (0,5…1,0 V je nach Strom) und entsprechend am unteren pnp-Transistor. Meistens fehlt durch davor liegende Verstärkerstufen der Ausgangsspannung {\displaystyle 2\dots 3\cdot U_{\mathrm {BE} }} bis zu den Speisespannungen.
Modernere Ausführungen haben oft zur positiven Speisespannung hin einen pnp-Transistor und zur negativen Speisespannung hin einen npn-Transistor oder entsprechende CMOS-Transistoren wie im nebenstehenden Bild. Bei voller Aussteuerung fehlt der Ausgangsspannung bis zur Versorgungs„schiene“ nur die Kollektor-Emitter-Sättigungsspannung, 10…200 mV je nach Typ und Ausgangsstrom. Der so erweiterte Aussteuerbereich wird mit „rail-to-rail output swing“ bezeichnet. Nach diesem Konzept ausgeführte OPs können auch mit nur einer Speisespannung betrieben werden und mit dem anderen Speiseanschluss an Masse, da die Ausgangsspannung dem Masse-Potential genügend nahe kommen kann. Ferner sind hierbei wesentlich niedrigere Speisespannungen möglich, beispielsweise +0,9…3,6 V.
Die am Ausgang mögliche Stromstärke liegt in der Größenordnung ±10…50 mA, kann aber auch ±40 A betragen. Vielfach ist der Ausgang durch eine interne Strombegrenzung dauer-kurzschlussfest (so auch bei Typ 741).

## Funktion

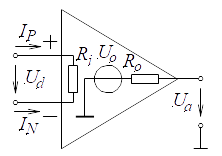
Schaltzeichen des Operationsverstärkers mit seinen wichtigsten Größen und Parametern:, typ. 10^{5};
, typ. > 1 MΩ;, typ. < 100 Ω

Strom-Spannungs-Umformer

Der weitere Text beschränkt sich auf den Normalfall des OP in der Ausführung als Spannungsverstärker.
OPs sind für den Einsatz mit einem externen Rückkopplungsnetzwerk ausgelegt. Die Gegenkopplung (Rückwirkung des Ausgangs auf den invertierenden Eingang) dominiert dabei in aller Regel derart, dass allein dieses Netzwerk die Funktion der Schaltung definiert. Beispiele realisierbarer Funktionen folgen im nächsten Kapitel. Die Qualität der Schaltung ist praktisch nur von der Qualität der Bauelemente der Rückkopplung abhängig und unabhängig von den Kenngrößen des Operationsverstärkers. Jedoch bedingt der OP Grenzen der Einsetzbarkeit (z. B. eine Frequenzgrenze); die jeweils hinderliche Grenze lässt sich oft durch Wahl einer dazu optimierten OP-Ausführung hinausschieben.
Ohne äußere Beschaltung würde der OP aufgrund der Größe seines Verstärkungsfaktors bis an die höchstmögliche oder niedrigstmögliche Ausgangsspannung ausgesteuert. Die meisten Anwendungen des OP verhindern diese Grenzfälle durch Gegenkopplung. Dann stellt sich die Ausgangsspannung stetig veränderbar nur so groß ein, bis über das Rückkopplungsnetzwerk der invertierende Eingang potentialgleich mit dem nichtinvertierenden Eingang wird. Dieses entspricht der ersten der nachfolgenden „goldenen Regeln“ für den nicht übersteuerten OP:
1. Keine Spannung zwischen den Eingängen
2. Kein Strom in die Eingänge

Als wichtigste Randbedingungen sind zu beachten:
Der Eingangsruhestrom darf nicht behindert werden (z. B. durch offenen Eingang).
Der Ausgang darf nicht überlastet sein.
Dabei ist der Eingangsruhestrom in vorstehenden Innenschaltungen der Mittelwert der Eingangs-Basisströme, die die Eingangsstufe funktionsfähig halten, selbst wenn beide Eingänge für den Ruhezustand an Masse liegen.
Es gibt allerdings auch einige Anwendungen, die den stetig einstellbaren Bereich bewusst verlassen. Ohne Rückkopplung kann der Ausgang nur den einen oder anderen Grenzfall annehmen. Diese Schaltung realisiert die Funktion des Komparators, in der die Spannungen an den beiden Eingängen miteinander verglichen werden auf „größer“ oder „kleiner“. Siehe dazu auch unten.
Die grundlegende Beziehung zwischen Aus- und Eingangsgröße des Spannungsverstärkers lautet
{\displaystyle U_{o}=V_{0}\cdot U_{d}}
mit {\displaystyle U_{o}} = intern erzeugte Spannung und {\displaystyle V_{0}} = Leerlauf-Spannungsverstärkung.
Fast immer bestens zulässige Näherungen führen zum „idealen Operationsverstärker“:
{\displaystyle V_{0}\rightarrow \infty \quad ;\quad I_{P}\ ,\ I_{N}\rightarrow 0\quad ;\quad R_{i}\rightarrow \infty \ ,\ R_{o}\rightarrow 0}
Anwendung ohne Rückkopplung als Komparator
Ohne Rückwirkung des Ausgangs auf die Eingänge kann {\displaystyle U_{a}} nur zwei Werte annehmen:
- positiv übersteuert, wenn {\displaystyle U_{d}>0}
- negativ übersteuert, wenn {\displaystyle U_{d}<0}.

(Der mathematisch exakte singuläre Punkt {\displaystyle U_{d}=0} ist physikalisch nicht realisierbar.)
Anwendung mit Rückkopplung auf den invertierenden Eingang
Die Schaltung kann ohne Übersteuerung analogtechnisch betrieben werden. Dazu muss sich wegen {\displaystyle V_{0}\rightarrow \infty } bei nicht übersteuertem Ausgang {\displaystyle U_{d}\rightarrow 0} einstellen.
Beispiel: In der einfachen nebenstehenden Schaltung wirkt der Ausgang mit einem ohmschen Widerstand zurück auf den invertierenden Eingang. Wegen {\displaystyle I_{N}=0} fließt der gesamte Eingangsstrom {\displaystyle I_{e}} durch den Widerstand. Ein positiver Eingangsstrom zieht den Eingang ins Positive, damit wird {\displaystyle U_{d}<0} und erst recht {\displaystyle U_{a}<0}. Dem Einfluss der Eingangsseite wirkt die Ausgangsseite über den Widerstand mit {\displaystyle U_{a}} entgegen. Vom Verstärkerausgang wird der Strom {\displaystyle I_{e}} mit einem so großen negativen {\displaystyle U_{a}} aufgenommen, dass {\displaystyle U_{d}=0} wird, was bei {\displaystyle U_{a}=-\,I_{e}\cdot R_{r}} erreicht wird.
Hinweis: {\displaystyle U_{d}=0} gilt nicht in mathematischer Strenge. Die Spannung {\displaystyle U_{d}} ist zwar bedeutungslos klein, muss aber doch so groß sein, dass sie ein Vorzeichen haben kann.
Wenn in Schaltungen wie dieser der nichtinvertierende Eingang auf Masse liegt, wird vom invertierenden Eingang gesagt, er liege an einem virtuellen Nullpunkt oder einer virtuellen Masse, weil er auf Massepotential liegt, ohne mit Masse verbunden zu sein.

## Beispiele für realisierbare Operationen
Der Operationsverstärker besitzt eine große Bandbreite an möglichen Anwendungen, beispielsweise in verschiedenen Verstärkerstufen wie Vorverstärker und Messumformer, ferner in Analogfiltern, Analog-Digital-Umsetzern und in Stufen zur analogen Signalverarbeitung.
Bei den im Nachfolgenden genannten einfachen Schaltungen, welche die Grundlage vieler Anwendungen des Operationsverstärkers bilden, wird aus Gründen der Übersichtlichkeit immer von einem idealen, spannungsgesteuerten Operationsverstärker ausgegangen. Die realisierte Operation wird dabei lediglich durch die externe Beschaltung bestimmt. Die zwei Eingänge geben eine Wahlmöglichkeit, auf welchen der Eingänge die Eingangsgröße einwirken soll. Bei der Rückkopplung, damit sie zur stabilisierenden Gegenkopplung wird, gibt es die Wahlmöglichkeit nicht.
In diesen Beispielen werden zur Speisung zwei Spannungsquellen vorausgesetzt, eine mit positiver und eine mit negativer Spannung gegenüber Bezugspotential Masse, damit der Operationsverstärker positive und negative Ausgangsspannungen und -ströme erzeugen kann.

### Einwirkung auf den nichtinvertierenden Eingang

#### Spannungsfolger

Schaltbild eines Spannungsfolgers

Die als Spannungsfolger bezeichnete Schaltung ist eine Variante des nichtinvertierenden (linearen) Verstärkers. Der invertierende Eingang ist direkt mit dem Ausgang verbunden. Die Gegenkopplung bewirkt, dass die Spannungsdifferenz zwischen den beiden Eingängen null wird. Das ergibt den Zusammenhang
{\displaystyle U_{a}=U_{e}}
und einen Verstärkungsfaktor {\displaystyle v={\tfrac {U_{a}}{U_{e}}}=1}. Die Spannung am Ausgang folgt unverändert der Spannung am Eingang, wovon sich der Name Spannungsfolger ableitet.
Der Eingangswiderstand {\displaystyle R_{e}} der Schaltung ergibt sich näherungsweise aus dem Eingangswiderstand des Operationsverstärkers {\displaystyle R_{i}}, der Leerlaufspannungsverstärkung {\displaystyle V_{0}} des Operationsverstärkers und der Verstärkung {\displaystyle v} der Schaltung zu
{\displaystyle R_{e}={\frac {V_{0}}{v}}\cdot R_{i}} .
Der Spannungsfolger hat unter allen nichtinvertierenden Verstärkern die kleinstmögliche Verstärkung und den größtmöglichen Eingangswiderstand. Umgekehrt gilt für den Ausgangswiderstand {\displaystyle R_{a}} der Schaltung näherungsweise
{\displaystyle R_{a}={\frac {v}{V_{0}}}\cdot R_{o}} ,
so dass er kleinstmöglich ist. Damit eignet sich der Spannungsfolger in besonderem Maße als Impedanzwandler, der eine Spannungsquelle fast nicht belastet, aber selber belastet werden kann.

#### Nichtinvertierender Verstärker (Elektrometerverstärker)

Schaltbild eines nichtinvertierenden Verstärkers

Gegenüber dem Spannungsfolger wird bei diesem Verstärker ein Spannungsteiler aus zwei Widerständen in die Gegenkopplung geschaltet. Nur der an {\displaystyle R_{1}} abfallende Teil der Ausgangsspannung wird auf den invertierenden Eingang zurückgeführt. Die Differenzspannung zwischen seinen Eingängen wird auf null gehalten, wozu sich die Ausgangsspannung stets größer einstellt als die Eingangsspannung. Da der Spannungsteiler durch keinen abzweigenden Strom belastet wird, ergibt sich der Verstärkungsfaktor {\displaystyle v} unmittelbar aus dem Verhältnis Gesamtwiderstand zu Teilwiderstand:
{\displaystyle v={\frac {U_{a}}{U_{e}}}={\frac {R_{1}+R_{2}}{R_{1}}}=1+{\frac {R_{2}}{R_{1}}}}
Dies führt zu der Ausgangsspannung {\displaystyle U_{a}}:
{\displaystyle U_{a}=v\cdot U_{e}=\left(1+{\frac {R_{2}}{R_{1}}}\right)\cdot U_{e}}
Eingangsseitig „misst“ der Verstärker die Eingangsspannung, ohne dass der Verstärker in der Funktion eines Spannungsmessgerätes die Spannungsquelle mit einem Strom belastet,– wie ein Elektrometer. Ausgangsseitig verhält sich der Verstärker wie eine ideale Spannungsquelle. Die Funktionsgleichung gilt bei einer angeschlossenen Belastung unabhängig vom dazu erforderlichen Ausgangsstrom, – bis zur Grenze der Lieferfähigkeit des Operationsverstärkers.
Die kleinste Verstärkung, die mit dieser Schaltung möglich ist, ist {\displaystyle v_{\mathrm {min} }=1}. Sie entsteht, wenn {\displaystyle R_{2}=0} oder {\displaystyle R_{1}=\infty } ist, wodurch die Schaltung zum Spannungsfolger wird. Anderes ergibt sich für die kleinste Verstärkung beim invertierenden Verstärker.

#### Spannungs-Strom-Umformer

Schaltbild eines Spannungs-Strom-Umformers

Derartige Schaltungen finden sich beispielsweise in der industriellen Messtechnik, da sich Stromsignale meistens leichter fehlerarm übertragen lassen als Spannungssignale (z. B. Einheitssignal 4 bis 20 mA). Der Messwiderstand {\displaystyle R_{m}} wirkt als Proportionalitätsfaktor und sollte eng toleriert sein. In der nebenstehenden Schaltung stellt sich der Strom durch den Lastwiderstand {\displaystyle R_{\mathrm {L} }} so ein, dass an {\displaystyle R_{m}} die Spannung {\displaystyle U_{e}} entsteht:
{\displaystyle I_{a}={\frac {U_{e}}{R_{m}}}} ,
wobei dieser Strom unabhängig von {\displaystyle R_{\mathrm {L} }} ist. Die Größe von {\displaystyle R_{\mathrm {L} }} ist nach oben dadurch begrenzt, dass der Operationsverstärker in seiner Ausgangsspannung begrenzt ist. Diese Schaltung hat den Nachteil, dass der Lastwiderstand potentialfrei gegen Masse sein muss. Weitere Schaltungsvarianten, mit denen dieser Nachteil umgangen werden kann, werden bei der Konstantstromquelle beschrieben.

### Einwirkung auf den invertierenden Eingang

#### Invertierender Verstärker

Schaltbild eines invertierenden Verstärkers

Der Operationsverstärker steuert infolge der Gegenkopplung seinen Ausgang so aus, dass die Differenzspannung zwischen seinen Eingängen auf null gehalten wird. In der angegebenen Schaltung mit dem auf Masse gelegten nichtinvertierenden Eingang kann deshalb angenommen werden, dass sich am invertierenden Eingang (−) ebenfalls Massepotential einstellt, aber ohne durch Verdrahtung mit Masse verbunden zu sein. Dieser Knotenpunkt wird in der Fachsprache auch als virtuelle Masse bezeichnet. Der Widerstand {\displaystyle R_{1}} liegt dann zwischen Eingangsklemme und Masse, und {\displaystyle R_{2}} liegt zwischen Ausgangsklemme und Masse. Da weiterhin angenommen werden kann, dass kein Strom in den invertierenden Eingang fließt, muss der gesamte Strom {\displaystyle I}, der sich in {\displaystyle R_{1}} einstellt, auch in {\displaystyle R_{2}} fließen; am Ausgang muss eine Spannung {\displaystyle U_{a}} auftreten, die so groß ist wie der Spannungsabfall, der mit diesem Strom an {\displaystyle R_{2}} entsteht:
{\displaystyle I={\frac {U_{e}}{R_{1}}}={\frac {-U_{a}}{R_{2}}}}
{\displaystyle U_{a}=-{\frac {R_{2}}{R_{1}}}\,U_{e}}
Der Verstärkungsfaktor {\displaystyle v=-{\tfrac {R_{2}}{R_{1}}}} ist negativ. Dieses bedeutet bei Gleichspannung einen Vorzeichenwechsel zwischen Eingangs- und Ausgangsspannung, bei sinusförmiger Wechselspannung eine Phasenverschiebung um 180°. Der Eingangswiderstand, mit dem {\displaystyle U_{e}} belastet wird, wird nicht von einer Eigenschaft des Operationsverstärkers abgeleitet, sondern von der Auslegung der Schaltung: Er ist identisch mit {\displaystyle R_{1}}.
Sind {\displaystyle R_{1}} und {\displaystyle R_{2}} gleich, bildet sich die Eingangsspannung am Ausgang mit umgekehrtem Vorzeichen ab.
Beim invertierenden Verstärker ist auch eine Verstärkung mit {\displaystyle |v|<1} ohne weitere Bauteile möglich, was eine Abschwächung zulässt.

#### Invertierender Addierer/Summierverstärker

Schaltbild eines Addierers

Die Schaltung ist eng mit dem invertierenden Verstärker verwandt, dieser ist jedoch um mindestens einen Eingang erweitert.
Die Bezeichnung Addierer hat sich eingebürgert, obwohl das Vorzeichen der Summe durch die Schaltung geändert wird. Die Eingangsspannungen {\displaystyle U_{e1},U_{e2},\dotsc ,U_{en}} werden aufsummiert und verstärkt. Physikalisch streng sind es Ströme, die addiert werden und in ihrer Summe durch {\displaystyle R_{2}} weiterfließen. Durch das virtuelle Massepotential beeinflusst kein Strom durch einen Eingang den Strom durch einen anderen Eingang. An jedem Eingang gibt es einen Eingangswiderstand, durch den sich die einzelnen zu addierenden Spannungen unterschiedlich gewichten lassen. Diese Schaltung kann mit einer beliebigen Anzahl von Eingängen (Summanden) genutzt werden.
Die Gleichung für die Ausgangsspannung {\displaystyle U_{a}} ergibt sich für die dargestellte Schaltung mit drei Eingängen zu:
{\displaystyle U_{a}=-R_{2}\cdot \left({\frac {U_{e_{1}}}{R_{11}}}+{\frac {U_{e_{2}}}{R_{12}}}+{\frac {U_{e_{3}}}{R_{13}}}\right)}
Die Eingangsspannungen können positiv oder negativ sein. Sollen zwei Spannungen subtrahiert werden, kann die abzuziehende Spannung über einen Verstärker mit {\displaystyle v=-1} invertiert und dann addiert werden. Ohne diesen Umweg gibt es Subtrahierer mit Einwirkung auf beide Eingänge des Operationsverstärkers oder als Schaltung mit mehreren Operationsverstärkern.

#### Strom-Spannungs-Umformer

Schaltbild eines Strom-Spannungs-Umformers

Der Strom-Spannungs-Umformer formt einen Eingangsstrom {\displaystyle I_{e}} in eine proportionale Spannung {\displaystyle U_{a}} um. Da keine Spannung zwischen den virtuell und real an Masse liegenden Eingängen auftritt, fällt in dieser Schaltung im Eingangsstromkreis keine Spannung ab. Für den geschlossenen Stromkreis muss der zweite Pol der Stromquelle mit Masse verbunden sein.
Mit dem Widerstand {\displaystyle R} als Proportionalitätsfaktor lässt sich das Verhältnis von Eingangsstrom zu Ausgangsspannung einstellen:
{\displaystyle U_{a}=-R\cdot I_{e}}
Hier liegt am Ausgang die Spannung an, die benötigt wird, um den Eingangsstrom {\displaystyle I_{e}} durch den Widerstand {\displaystyle R} fließen zu lassen. Die Schaltung kann zur Verarbeitung von Signalen aus Stromquellen verwendet werden. Sie wird auch als Transimpedanzverstärker bezeichnet.

#### Strom-Strom-Umformer

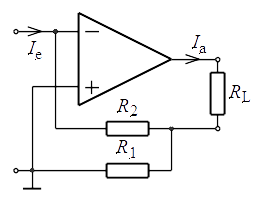
Schaltbild eines Strom-Strom-Umformers

Der Strom-Strom-Umformer bildet einen Eingangsstrom ab auf einen dazu proportionalen Ausgangsstrom. Er kann auch als Stromverstärker bezeichnet werden. Die Widerstände {\displaystyle R_{1}} und {\displaystyle R_{2}} bilden einen Stromteiler. Nur der durch {\displaystyle R_{2}} fließende Teil des Ausgangsstromes wird auf den invertierenden Eingang zurückgeführt. Die Gleichung
{\displaystyle I_{a}=-I_{e}\left(1+{\frac {R_{2}}{R_{1}}}\right)}
gilt unabhängig vom angeschlossenen Lastwiderstand {\displaystyle R_{\mathrm {L} }}. Eingangsseitig „misst“ der Umformer den Eingangsstrom, ohne dass der Umformer in der Funktion eines Strommessgerätes die Stromquelle mit einem Spannungsabfall belastet. Ausgangsseitig verhält sich der Umformer wie eine ideale Stromquelle. Die Funktionsgleichung gilt bei einer angeschlossenen Belastung unabhängig von der dazu erforderlichen Ausgangsspannung, – bis zur Grenze der Aussteuerbarkeit des Operationsverstärkers.
Im Sonderfall, wenn {\displaystyle R_{2}=0} oder {\displaystyle R_{1}=\infty } ist, wird dieser Umformer schaltungstheoretisch das Gegenstück zum Spannungsfolger, sozusagen ein Stromfolger, allerdings invertierend:
{\displaystyle I_{a}=-I_{e}} .

#### Integrierer

Schaltbild eines Integrierers

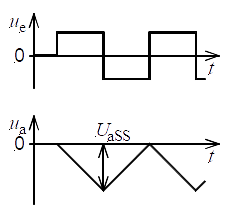
Spannungen am Integrierer

Ein Integrierer ist eine Schaltung mit einem Kondensator als Gegenkopplung. Mit diesem Bauteil kommt eine Abhängigkeit von der Zeit in die Zusammenhänge. Der Kondensator ist ein analoger Speicher, der durch den Eingangsstrom aufgeladen wird. Dieser Strom entsteht aufgrund der über {\displaystyle R} abfallenden Eingangsspannung {\displaystyle U_{e}} und erzeugt einen Anstieg der Spannung am Kondensator mit einer durch den Strom festgelegten Anstiegsgeschwindigkeit.
{\displaystyle I={\frac {U_{e}}{R}}=-C\,{\frac {\mathrm {d} U_{a}}{\mathrm {d} t}}}
{\displaystyle U_{a}=-{\frac {1}{C}}\int I\mathrm {d} t{\text{ + konst}}}
Wenn für {\displaystyle t<t_{0}}   {\displaystyle U_{e}=0\ ;\ U_{a}=0}   und
wenn für {\displaystyle t>t_{0}}   {\displaystyle U_{e}={\text{ konst }}>0},   dann ist
{\displaystyle U_{a}=-{\frac {U_{e}}{RC}}\,(t-t_{0})}
Das ergibt bei konstantem positivem {\displaystyle U_{e}} eine Gerade mit negativem Anstieg. Ohne Gegenmaßnahme läuft ein eingangsseitig mit Gleichspannung betriebener Integrierer bis an die Grenze seines Aussteuerbereiches.
Integrierer sorgen für ein ausgleichendes Verhalten. Ferner können sie Funktionsgeneratoren bilden, um beispielsweise aus Rechtecksignalen Dreieckschwingungen zu erzeugen.
Das nebenstehende Bild zeigt den zeitlichen Verlauf von Ein- und Ausgangsspannung ideal frei von einem Einfluss durch einen Gleichanteil auf der Eingangsseite. Der Spitze-Tal-Wert der Ausgangsspannung {\displaystyle U_{\mathrm {aSS} }} ist proportional zur Periodendauer {\displaystyle T} oder umgekehrt proportional zur Kreisfrequenz {\displaystyle \omega }:
{\displaystyle U_{\mathrm {aSS} }\sim T\sim {\frac {1}{\omega }}}
Je größer die Frequenz wird, desto kleiner wird {\displaystyle U_{\mathrm {aSS} }}. Entsprechend wird bei Sinusspannung mit steigender Frequenz die Amplitude abgeschwächt.

#### Mittelwertbilder

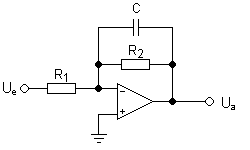
Schaltbild eines aktiven Tiefpasses 1. Ordnung

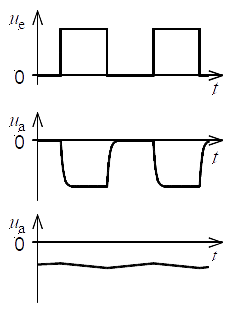
Spannungen am Mittelwertbilder bei zwei verschiedenen Frequenzen

In der nebenstehenden, auch als Tiefpass bezeichneten Schaltung übernimmt bei tiefen Frequenzen, wenn {\displaystyle \omega \ll {\frac {1}{R_{2}C}}} ist, der Widerstand {\displaystyle R_{2}} die Rückkopplung; die Schaltung hat das Verhalten eines Verstärkers. Im umgekehrten Fall, wenn {\displaystyle \omega \gg {\frac {1}{R_{2}C}}} ist, übernimmt der Kondensator die Rückkopplung und erzeugt das Verhalten eines Integrierers. Das bedeutet: Die Eingangsspannung wird verstärkt; aber für darin enthaltene Wechselanteile oberhalb einer durch {\displaystyle R_{2}} und {\displaystyle C} gegebenen Frequenz übernimmt der Blindwiderstand des Kondensators anstelle von {\displaystyle R_{2}} die Rückkopplung, wodurch mit zunehmender Frequenz diese Anteile abgeschwächt werden. Zusammengefasst ergibt das die Funktionsgleichung
{\displaystyle U_{a}=-U_{e}\,{\frac {R_{2}}{R_{1}}}{\frac {1}{\sqrt {1+(\omega R_{2}C)^{2}}}}}
Dieser aktive Tiefpass belastet die Signalquelle rein ohmsch mit dem Eingangswiderstand {\displaystyle R_{1}}, also unabhängig von der Frequenz.
Bei einer Rechteckspannung, deren Grundfrequenz im Vergleich zur Grenzfrequenz des Tiefpasses niedrig ist, werden nur die höherfrequenten Anteile abgeschwächt, welche die Flanken ausformen, was sich im Bild beim oberen Verlauf der Ausgangsspannung durch verrundete Flanken zeigt.
Bei wesentlich höherer Grundfrequenz werden alle Wechselanteile nahezu unterdrückt, und nur der Gleichanteil bestimmt die Ausgangsspannung. Diesen Fall zeigt der untere Bildteil, in dem nur noch ein geringer Einfluss der Wechselspannung sichtbar ist.

#### Differenzierer

Schaltbild eines Differenzierers

Beim Differenzierer befindet sich ein Kondensator zwischen der Eingangsklemme und der virtuellen Masse am invertierenden Eingang des Verstärkers. Da der eine Pol des Kondensators fest auf Massepotential gehalten wird, fällt die gesamte Eingangsspannung am Kondensator ab. In ihm fließt ein Umladestrom proportional zur Geschwindigkeit, mit der sich die Eingangsspannung ändert. Die Ausgangsspannung wird so groß wie der Spannungsabfall am Widerstand {\displaystyle R} infolge des Stromes.
{\displaystyle I=C\,{\frac {\mathrm {d} U_{e}}{\mathrm {d} t}}=-{\frac {U_{a}}{R}}}
{\displaystyle U_{a}=-{R\cdot C}\cdot {\frac {\mathrm {d} U_{e}}{\mathrm {d} t}}}
mit der Zeitkonstanten {\displaystyle \tau =RC}. Bei Gleichspannung ist {\displaystyle U_{a}=0}.
Der Differenzierer kann auch als Hochpass erster Ordnung aufgefasst werden: Der Kondensator am Eingang sperrt die Gleichspannung; je höher bei Wechselspannung die Frequenz ist, desto kleiner ist der Blindwiderstand des Kondensators. Wird er als Eingangswiderstand eines invertierenden Verstärkers betrachtet, nimmt die Verstärkung zu, je größer die Frequenz oder je kleiner der Blindwiderstand wird (mit 6 dB pro Oktave oder 20 dB pro Dekade).
Die Schaltung neigt zum Überschwingen bei höherfrequenten Anteilen des Eingangssignals. Damit sie sich stabil verhält, wird zum Kondensator oft ein Widerstand in Reihe geschaltet. Dieser begrenzt die mit steigender Frequenz verbundene Erhöhung der Verstärkung auf den Wert wie bei ohmscher Beschaltung. Damit wird auch vermieden, dass bei Spannungssprüngen ein zu hohes oder verzerrtes Ausgangssignal entsteht.
In der Regelungstechnik werden differenzierende Glieder eingesetzt, um auf schnelle Regelabweichungen kurzzeitig überproportional reagieren zu können.

#### Logarithmierer und Potenzierer

Prinzipieller Aufbau eines Logarithmierers

Das Logarithmieren und die Umkehrfunktion, das Potenzieren, sind nichtlineare Funktionen, die sich mit der Kennlinie einer Diode nachbilden lassen. Für diese gilt in Durchlassrichtung näherungsweise
{\displaystyle I=I_{\mathrm {S} }\exp {\frac {U}{n\,U_{\mathrm {T} }}}}
Darin sind {\displaystyle n}, {\displaystyle I_{\mathrm {S} }} und {\displaystyle U_{\mathrm {T} }} Konstanten, die allerdings von der Temperatur abhängen. In der nebenstehenden Schaltung des Logarithmierers fließt bei positiver Eingangsspannung zwar ein Strom proportional zu {\displaystyle U_{e}}, aber die negative Ausgangsspannung wächst mit dem Strom nur logarithmisch:
{\displaystyle U_{a}=-n\,U_{\mathrm {T} }\ \ln {\frac {U_{e}}{R\,I_{\mathrm {S} }}}}

Prinzipieller Aufbau eines Potenzierers

In der nächsten Schaltung wächst bei positivem {\displaystyle U_{e}} der Strom exponentiell mit der Spannung an der Diode an, und am Widerstand wächst entsprechend auch die Ausgangsspannung an.
{\displaystyle U_{\text{a}}=-R\,I=-R\,I_{\mathrm {S} }\ \cdot \mathrm {e} ^{\frac {U_{\text{e}}}{n\,U_{\mathrm {T} }}}}
Praktisch realisierte Logarithmierer und Potenzierer sind im Aufbau aufwändiger und verwenden statt der Diode meistens Bipolartransistoren, wodurch sich unerwünschte Einflüsse verkleinern lassen. Sie besitzen eine Temperaturkompensation. Das zugrunde liegende Funktionsprinzip wird dadurch aber nicht verändert.
Nach dem Logarithmieren können Multiplikationen und Divisionen mittels Addition und Subtraktion ausgeführt werden. Damit können zwei Logarithmierer, gefolgt von einem Addierer oder Subtrahierer und einem anschließenden Potenzierer als Analogmultiplizierer oder Dividierer eingesetzt werden.
Anwendungen sind beispielsweise Modulatoren, Messgeräte, die ohne Umschaltung über mehrere Größenordnungen arbeiten, Verhältnispyrometer, Effektivwertmesser.

### Einwirkung auf beide Eingänge

#### Differenzverstärker / Subtrahierverstärker

Schaltbild eines Differenzverstärkers

Bei einem Differenzverstärker oder Subtrahierer mit einem Operationsverstärker wird er so beschaltet, dass er gleichzeitig wie ein invertierender und ein nichtinvertierender Verstärker arbeitet. Dabei wirkt {\displaystyle U_{e+}} über einen Spannungsteiler auf den nichtinvertierenden Eingang des Operationsverstärkers; {\displaystyle U_{e-}} wirkt auf den invertierenden Eingang, der aber nicht virtuell auf Masse liegt. Die Ausgangsspannung stellt sich ein gemäß der Gleichung
{\displaystyle U_{a}={\frac {\left(R_{1}+R_{2}\right)R_{4}}{\left(R_{3}+R_{4}\right)R_{1}}}U_{e+}-{\frac {R_{2}}{R_{1}}}U_{e-}={\frac {1+R_{2}/R_{1}}{1+R_{4}/R_{3}}}\,{\frac {R_{4}}{R_{3}}}U_{e+}-{\frac {R_{2}}{R_{1}}}U_{e-}}.
Besitzen die entsprechenden Widerstände in der Schaltung dasselbe Verhältnis ({\displaystyle {\frac {R_{4}}{R_{3}}}={\frac {R_{2}}{R_{1}}}}), ist die Ausgangsspannung die Differenz der Eingangsspannungen, multipliziert mit dem Verhältnis {\displaystyle R_{2}} zu {\displaystyle R_{1}}:
{\displaystyle U_{a}={\frac {R_{2}}{R_{1}}}\cdot (U_{e+}-U_{e-})}
Für {\displaystyle R_{1}=R_{2}} wird der Faktor vor der Klammer gleich eins:
{\displaystyle U_{a}=U_{e+}-U_{e-}} .
Allerdings sind die Zusammenhänge nicht so einfach, wie es die Gleichung darstellt. Sind Widerstandsverhältnisse nominell gleich, so werden sie in der Rechnung zusammengefasst und nach Möglichkeit gekürzt. Durch Exemplarstreuungen der Widerstände weichen die bestehenden Widerstandsverhältnisse voneinander ab, und sie lassen das Übertragungsverhalten vom Idealverhalten ebenfalls abweichen, obwohl sie in der Gleichung nicht auftreten.
Eine Anwendung einer solchen Schaltung ist die Umsetzung von symmetrischen Signalen auf ein massebezogenes Signal. Dabei werden Störungen, die auf beide Signale gleichermaßen wirken (Gleichtaktstörungen), beseitigt. Voraussetzung dafür ist, dass die Verhältnisse der Widerstände möglichst exakt sind und dass der Innenwiderstand der Signalquelle vernachlässigbar klein ist. Die Eingangswiderstände beider Signaleingänge sind für Gleichtaktsignale gleich, wodurch eine optimale Gleichtaktunterdrückung erreicht wird. Für voneinander abweichende Eingangssignale sind die Eingangswiderstände jedoch unterschiedlich: Für den nichtinvertierenden Eingang ist sein Widerstand {\displaystyle R_{3}+R_{4}}, für den invertierenden Eingang ist er abhängig von {\displaystyle U_{e-}/U_{e+}}. Der weiter unten beschriebene Instrumentenverstärker vermeidet diese mögliche Fehlerquelle.

#### Astabile Kippstufe

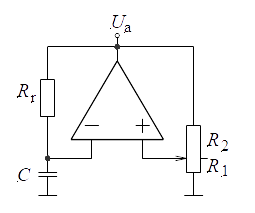
Schaltbild einer astabilen Kippstufe

- Mit einem Tiefpass erster Ordnung am invertierenden Eingang als Verzögerungsglied
- und einem Spannungsteiler am nichtinvertierenden Eingang für einen Schwellwertschalter

arbeitet der Operationsverstärker als astabile Kippstufe periodisch umschaltend; wie als Komparator ist er ständig übersteuert. Am nichtinvertierenden Eingang stellt sich die Spannung {\displaystyle U_{\mathrm {P} }=U_{\mathrm {a} }\,{\tfrac {R_{1}}{R_{1}+R_{2}}}} ein. Bei positiver Ausgangsspannung {\displaystyle U_{\mathrm {a} }} lädt der Verstärker den Kondensator, bis am invertierenden Eingang die Spannung {\displaystyle U_{\mathrm {N} }\geq U_{\mathrm {P} }>0} wird. Dann springen {\displaystyle U_{\mathrm {a} }} und folglich {\displaystyle U_{\mathrm {P} }} ins Negative, und der Kondensator wird in Gegenrichtung geladen, bis {\displaystyle U_{\mathrm {N} }\leq U_{\mathrm {P} }<0} wird; damit polt {\displaystyle U_{\mathrm {a} }} wieder um. Springt {\displaystyle U_{\mathrm {a} }} zur Zeit {\displaystyle t=t_{0}} ins Positive, so gilt bis zum Rücksprung
{\displaystyle U_{\mathrm {N} }(t)=-U_{\mathrm {P} }+(U_{\mathrm {P} }+U_{\mathrm {a} })\left(1-\exp \left(-{\frac {t-t_{0}}{\tau }}\right)\right)}
mit der Zeitkonstanten des Tiefpasses {\displaystyle \tau =R_{\mathrm {r} }C}. Der zeitliche Abstand zwischen den zwei Schaltpunkten, das ist die Hälfte der Periodendauer {\displaystyle T}, ist gegeben durch
{\displaystyle {\frac {T}{2}}=\tau \,\ln \left(1+{\frac {2R_{1}}{R_{2}}}\right)} .

### Schaltung mit mehreren Operationsverstärkern

#### Subtrahierer mit hohem Eingangswiderstand

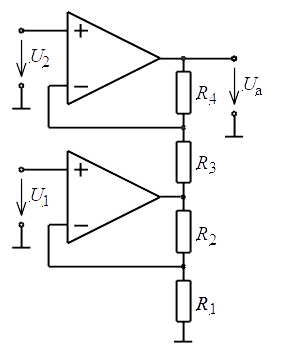
Schaltlbild eines Subtrahierers

Für die gezeigte Schaltung gilt
{\displaystyle U_{a}=U_{2}{\frac {R_{3}+R_{4}}{R_{3}}}-U_{1}{\frac {R_{1}+R_{2}}{R_{1}}}\ {\frac {R_{4}}{R_{3}}}}
Mit {\displaystyle R_{4}=R_{1}} und {\displaystyle R_{3}=R_{2}} vereinfacht sich die Gleichung zu
{\displaystyle U_{a}={\frac {R_{1}+R_{2}}{R_{2}}}\ (U_{2}-U_{1})}
Werden alle Widerstände gleich groß gemacht, erzeugt die Schaltung
{\displaystyle U_{a}=2\,(U_{2}-U_{1})}
Ein Faktor Eins vor der Klammer wäre mit {\displaystyle R_{1}=0} denkbar, ist aber mit dieser Schaltung nicht möglich.
Das zuvor angegebene Problem mit Widerstandsverhältnissen, die in der Schlussgleichung nicht sichtbar, aber in der Schaltung doch wirksam sind, gilt auch hier.

#### Instrumentenverstärker

Schaltbild eines Instrumentenverstärkers

Der weiter oben beschriebene Differenzverstärker kann mit zwei weiteren Operationsverstärkern zu einem Instrumentenverstärker erweitert werden. Der Instrumentenverstärker wird auch als Messverstärker, Instrumentierungsverstärker oder Elektrometersubtrahierer bezeichnet und findet vor allem bei der Verstärkung von Messsignalen Anwendung. Er ist als integrierter Schaltkreis erhältlich, in dem das zuvor genannte Problem mit nicht exakten Widerstandsverhältnissen durch Abgleich im Herstellprozess vermindert werden kann.
Der Instrumentenverstärker besitzt im Unterschied zum Differenzverstärker zwei gleichartige hochohmige Eingänge sowie eine höhere Gleichtaktunterdrückung.
{\displaystyle U_{a}=\left(1+{\frac {2R_{2}}{R_{1}}}\right)\left(U_{e+}-U_{e-}\right)}
Die Verstärkung kann über einen einzigen Widerstand {\displaystyle R_{1}} eingestellt werden, weshalb bei integrierten Instrumentenverstärkern die Anschlüsse dieses Widerstandes herausgeführt sind für individuelle Belegung. Bei fehlendem {\displaystyle R_{1}} (offene Klemmen) beträgt die Verstärkung eins.

#### Gleichrichter

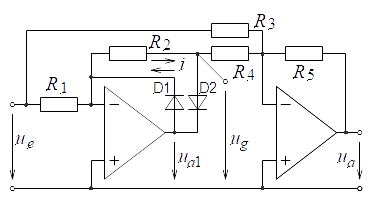
Präzisions-Vollweggleichrichter aus Einweggleichrichter und Addierer

Siliziumdioden haben einerseits einen sehr kleinen Sperrstrom, andererseits eine beträchtliche Durchlassspannung, die sehr verfälschend wirken kann. Bei den Präzisionsgleichrichtern und Spitzenwertgleichrichtern übernimmt die Diode (im Bild: D2) zwar die Gleichrichtung, aber ihre Durchlassspannung geht in das Ausgangssignal der Gleichrichterschaltung nicht ein, indem {\displaystyle u_{g}} statt {\displaystyle u_{a1}} als Ausgangsspannung genommen wird. Für die nebenstehende Schaltung gilt mit {\displaystyle R_{1}=R_{2}=R_{3}=R_{5}=2\,R_{4}} die Übertragungsfunktion
{\displaystyle u_{a}=|u_{e}|}.

### Weitere analogtechnische Anwendungen
Über die Anwendung als aktive Filter erster Ordnung hinaus lassen sich mit Operationsverstärkern auch Filter höherer Ordnung aufbauen. Das Sallen-Key-Filter ist ein Beispiel für ein besonders einfaches Filter 2. Ordnung mit nur einem Operationsverstärker; damit lassen sich unterschiedliche Filtercharakteristiken wie Butterworth- oder Tschebyscheff-Filter und Funktionen wie Tiefpass, Hochpass und Bandpass realisieren. Auch andere Filter wie Allpassfilter können mit Operationsverstärkern aufgebaut werden. Höhere Filterordnungen werden durch Serienschaltung mehrerer aktiver Filter erzielt.

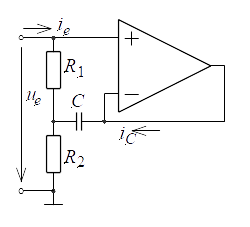
Als induktive Last wirkende Schaltung mit einem Kondensator

Spulen lassen sich auf Leiterplatten schwer unterbringen. Induktivitäten lassen sich aber mittels Operationsverstärker und Kondensator simulieren. Für die gezeigte Schaltung gilt in der Schreibweise mit komplexen Größen
{\displaystyle {\underline {i}}_{e}\,R_{1}={\underline {i}}_{C}\;{\frac {1}{\mathrm {j} \omega C}}}
{\displaystyle {\begin{aligned}{\underline {u}}_{e}&={\underline {i}}_{e}\,R_{1}+({\underline {i}}_{e}+{\underline {i}}_{C})\,R_{2}\\&={\underline {i}}_{e}(R_{1}+R_{2}+\mathrm {j} \omega CR_{1}R_{2})\end{aligned}}}
Dadurch erscheint die Schaltung zwischen den Klemmen wie eine induktive Impedanz
{\displaystyle {\underline {Z}}={\frac {{\underline {u}}_{e}}{{\underline {i}}_{e}}}=R+\mathrm {j} \omega L\quad {\text{mit }}R=R_{1}+R_{2}\ ;\ L=CR_{1}R_{2}}
Allgemein lassen sich mit Operationsverstärkern Impedanzkonverter aufbauen, die beispielsweise Gyratoren zur Simulation von großen Induktivitäten ohne die Nachteile von Spulen realisieren können, sowie Zirkulatoren zur Auftrennung von Signalrichtungen oder auch Negativimpedanzkonverter, die sich wie „negative Widerstände“  verhalten.
Es gibt auch Ausführungen mit integrierten Leistungsendstufen, so dass mit dem Ausgangssignal beispielsweise direkt Stellglieder in Steuerungen oder Lautsprecher angesteuert werden können.

### Übergabe zur Digitaltechnik
An der Grenze zur Digitaltechnik steht der OP in der Funktion eines Komparators, in der die Spannungen an den beiden Eingängen miteinander verglichen werden auf „größer“ oder „kleiner“. Zur Verhinderung eines häufigen Umschaltens bei kleinen Spannungsschwankungen nahe um den Bezugswert gibt es Schaltungen mit Mitkopplung (Rückwirkung des Ausgangs auf den nichtinvertierenden Eingang), in denen der Schaltpunkt für einen Übergang auf ein binäres HIGH höher liegt als der Schaltpunkt für einen Übergang auf ein binäres LOW. Dieses entspricht einer Hysterese. Damit wird der Komparator zum Schmitt-Trigger. Bei einem Eingangssignal zwischen den Schaltpunkten ergibt sich das Ausgangssignal aus der Vorgeschichte.
Die Eignung eines OP für diese Betriebsart muss geprüft werden, denn die damit einhergehende Spannung zwischen den Eingängen liegt bei manchen OPs außerhalb des Erlaubten.
Ferner muss geprüft werden, ob das in der Digitaltechnik erforderliche sprunghafte Umschalten mit der unten behandelten Spannungsanstiegsrate des OPs erzielt werden kann. Für den Komparator gibt es Spezialbausteine für schnelles Schaltverhalten, die mit höherer Slew rate bzw. Spannungsanstiegsgeschwindigkeit umschalten, als diese beim universellen OP erwünscht ist.

## Berechnung von Operationsverstärker-Schaltungen

### Ersatzschaltbild

Ersatzschaltbild eines idealen Operationsverstärkers

Ersatzschaltbild eines Operationsverstärkers, das die wichtigsten Abweichungen vom Idealverhalten, das sind Eingangsruheströme und Offsetspannung, einbezieht

Zur Berechnung von Operationsverstärkerschaltungen ist es von Nutzen, ein Ersatzschaltbild für den Operationsverstärker heranzuziehen, welches den OP durch leichter überschaubare elektrische Bauelemente nachbildet.
Ein idealer Operationsverstärker verhält sich wie eine gesteuerte Spannungsquelle und kann am Ausgang durch eine ideale Spannungsquelle ersetzt werden, die eine Spannung gegen Masse erzeugt. Die Steuerspannung {\displaystyle U_{\text{D}}} liegt zwischen den beiden Differenzeingängen. Sie muss für einen idealen Operationsverstärker wegen der fast unendlich hohen Leerlauf-Spannungsverstärkung {\displaystyle V_{0}} unbedeutend klein sein, wenn er nicht übersteuert ist. Dieses entspricht der oben genannten ersten „goldenen Regel“. Mit den intern an nichts angeschlossenen Eingangsklemmen wird die zweite goldene Regel symbolisiert, wonach keine Ströme durch die Eingänge fließen. Dieses Ersatzschaltbild ermöglicht es, ohne Kenntnis des inneren Aufbaus des OPs die gesamte Schaltung zu berechnen. 
Für die Nachbildung eines realen Operationsverstärkers werden weitere Bauelemente in das Modell eingefügt, wenn nur dadurch die Eigenheiten des OPs zufriedenstellend dargestellt werden können. So müssen in anspruchsvolleren Anwendungen, beispielsweise bei hochohmigen Signalquellen, die Eingangsruheströme sowie die Offsetspannung mit berücksichtigt werden. Dazu werden für die Eingangsruheströme Stromquellen eingefügt sowie für die Offsetspannung eine Spannungsquelle, wie das im zugehörigen Schaltbild dargestellt wird.

### Beispiel mit einem invertierenden Verstärker

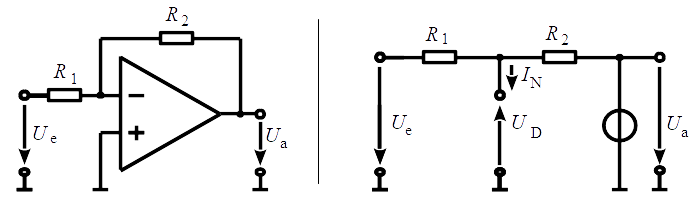
Ersatzschaltbild eines invertierenden Verstärkers

Für den durch die beiden Widerstände zum invertierenden Eingang des OPs fließenden Strom {\displaystyle I_{\mathrm {N} }} ergibt sich
{\displaystyle I_{\mathrm {N} }={\frac {U_{\text{e}}+U_{\text{D}}}{R_{1}}}+{\frac {U_{\text{a}}+U_{\text{D}}}{R_{2}}}}.
Kann der Operationsverstärker für die gezeigte Schaltung als idealer OP mit den „goldenen Regeln“ beschrieben werden, so vereinfacht sich die Gleichung zu
{\displaystyle {\frac {U_{\text{e}}}{R_{1}}}=-{\frac {U_{\text{a}}}{R_{2}}}\quad \Rightarrow \quad U_{\text{a}}=-U_{\text{e}}\cdot {\frac {R_{2}}{R_{1}}}}

## Eigenschaften realer Operationsverstärker
Der reale Operationsverstärker versucht sich dem Modell des idealen Operationsverstärkers anzunähern. Durch physikalische Grenzen, wie eine maximale Versorgungsspannung, aber auch Fertigungstoleranzen durch Unreinheiten im Halbleitermaterial, durch Produktionsschwankungen und ähnliches mehr ergeben sich jedoch Abweichungen vom idealen Verhalten. Die entsprechenden Einschränkungen werden in den Datenblättern genannt, sie stellen wichtige Informationen für korrekte und erfolgreiche Anwendung des Bauteils in einer Schaltung dar. Schaltungs-Simulationsprogramme wie SPICE modellieren diese Einschränkungen in unterschiedlich detailliertem Ausmaß.
Je nach Anforderungen in einer konkreten Schaltung variiert die Bedeutung dieser Einschränkungen. Dabei stehen die Anforderungen teilweise in Konflikt miteinander. So ist typischerweise die Stromaufnahme rauscharmer Typen umso größer, je weniger sie rauschen. Auch hohe Grenzfrequenz wird meist mit hohem Strombedarf erkauft. Das eröffnet Raum für eine große Typenvielfalt, aus der ein Anwender den am besten passenden Typ auswählen kann.
Zu den wichtigsten Parametern gehören die in den folgenden Unterabschnitten aufgeführten Parameter.

### Spannungsversorgung und Stromaufnahme
Der ideale Operationsverstärker braucht keinen Strom und kann beliebig große Ausgangsspannungen erzeugen. In der Realität ist das nicht möglich; für die Spannungsversorgung des Bauteils gelten Einschränkungen. Die Versorgungsspannung, bei der ein Operationsverstärker funktioniert und nicht beschädigt wird, hängt von der Herstellungstechnologie und der Schaltungsauslegung ab. Die Stromaufnahme des Operationsverstärkers setzt sich aus dem so genannten Ruhestrom (engl. quiescent current) und der Stromentnahme über den Ausgang zusammen. Der Ruhestrom dient zum Betrieb der internen Schaltungen des Operationsverstärkers und ist näherungsweise konstant.
Frühe röhrenbasierte OPs arbeiteten mit einer symmetrischen Betriebsspannung von ±300 V. Frühe integrierte OPs wie z. B. der erwähnte µA741 waren für eine Betriebsspannung von ±15 V konstruiert; eine bis heute weit verbreitete Spannungsversorgung für OPs. Zunehmende Bedeutung haben OPs für niedrige Betriebsspannungen von 5 V und darunter, einem generellen Trend hin zu niedrigeren Betriebsspannungen folgend.
Generell können OPs nur Ausgangsspannungen erzeugen, die innerhalb des durch die Betriebsspannungen aufgespannten Bereiches liegen. Wie nahe man den Betriebsspannungen in der Praxis kommt, hängt von der konkreten internen Ausführung des Bauteils ab. Sogenannte „Rail-to-Rail“ Ausgänge erlauben es, den Betriebsspannungen (Rails) recht nahe zu kommen, je nach Ausgangsstrom evtl. sogar näher als 100 mV. Andere Konstruktionen brauchen u. U. 2 V Abstand zu den Betriebsspannungen, oder sogar mehr. Sog. “single-supply”-OPs erlauben üblicherweise eine Annäherung an die negative Versorgung auf Werte unter 1 V, aber nicht eine entsprechende Annäherung an die positive Versorgung.
Wenn die Ausgangsspannung den vom OP und seiner Spannungsversorgung unterstützten Bereich zu verlassen versucht, weil das von der Rückkopplung „verlangt“ wird, dann bricht die Verstärkung ein, und der lineare Betriebsbereich wird verlassen. Die oben erwähnten „goldenen Regeln“ gelten dann nicht mehr.
Der Ruhestrom des OP kann sich zwischen unterschiedlichen Modellen sehr stark unterscheiden. Micropower-OPs mit Ruheströmen unterhalb von 1 µA sind im Handel. OPs für hohe Leistungen oder hohe Frequenzen benötigen auf der anderen Seite evtl. Ruheströme von über 100 mA.
Frühe Operationsverstärker hatten neben den beiden Betriebsspannungs-Anschlüssen noch einen Masseanschluss (z. B. der K2-W und der µA702). Das ist inzwischen unüblich, denn die Betriebsspannungsanschlüsse können die Funktion des Masseanschlusses mit erfüllen. Zwischen den Betriebsspannungsanschlüssen und der Masse bestehen lediglich Gleichspannungs-Unterschiede, für Wechselspannung sind sie alle gleichwertig. Damit ist es für einen OP gleichgültig, ob die Masse in der Mitte der Betriebsspannung liegt (symmetrische Versorgung), ob sie mit einem Betriebsspannungsanschluss zusammenfällt (meist dem negativen; single-supply), oder ob sie auf einem anderen Gleichspannungspotential liegt. Die Angabe ±15 V ist deshalb gleichwertig mit der Angabe +30 V.

### Gleichtakt-Spannungsbereiche
Sowohl für den Ausgang, als auch für die Eingänge, gelten Einschränkungen bzgl. des Spannungsbereiches relativ zu den Betriebsspannungen, in dem das Bauteil normal arbeitet (im linearen Bereich). Der erlaubte Bereich für die Spannungen an den Eingängen wird engl. „Input Common Mode Range“ genannt. Wird er verlassen, kommt es zu einem Einbruch der Verstärkung, je nach Bauteil auch zu drastischeren Konsequenzen. Bei manchen Modellen kehrt sich die Rolle der Eingänge um. Wird der Bereich der Versorgungsspannung verlassen, kann bei vielen Modellen das Bauteil bleibend beschädigt werden.
Manche Modelle erlauben Eingangsspannungen unterhalb der negativen Versorgung (meist einige 100 mV), andere Modelle erlauben Spannungen oberhalb der positiven Versorgung (ebenfalls meist einige 100 mV). Typen mit „Rail-to-Rail“ Eingängen erlauben beides.
Für den Ausgang gilt ähnliches, außer dass Spannungen außerhalb der Betriebsspannungen nicht unterstützt werden. Sehr wenige Ausnahmen mit eingebauten Ladungspumpen existieren für spezielle Einsatzgebiete.

### Versorgungsspannungsdurchgriff und Gleichtaktdurchgriff
Ein idealer Operationsverstärker erzeugt seine Ausgangsspannung ohne jeden Fremdeinfluss, z. B. aus der Spannungsversorgung. In realen OPs existiert ein solcher Einfluss, d. h., geringe Reste einer Störung auf der Spannungsversorgung finden sich auch im Ausgangssignal. Die Auswirkung von Versorgungsspannungsschwankungen auf die Ausgangsspannung wird unter Betriebsspannungsunterdrückung behandelt. Operationsverstärker erreichen ein PSRR (engl. Power supply rejection ratio) von ca. 80 dB bis über 140 dB.
Ebenso gibt es auch einen Einfluss des Gleichtaktsignals an den Eingängen auf die Ausgangsspannung. Ein Gleichtaktsignal liegt am Eingang vor, wenn sich die Spannung an beiden Eingängen relativ zur Masse parallel ändern. Da der OP nur die Differenz zwischen den Eingängen verstärken sollte, müsste der Ausgang unbeeinflusst bleiben. In der Realität verbleibt ein geringer Einfluss, der unter Gleichtaktunterdrückung behandelt wird. Operationsverstärker erreichen ein CMRR (engl. Common mode rejection ratio) von ca. 80 dB bis über 130 dB.

### Temperaturbereich, Gehäuse und Kühlung
Integrierte Operationsverstärker werden meistens für einen Bereich der Umgebungstemperatur von 0 °C bis 70 °C bis hin zu −55 °C bis 125 °C angeboten. Darüber hinaus gibt es spezielle Typen für Umgebungstemperaturen von mehr als 200 °C.
Die im OP entstehende Verlustleistung heizt das Bauteil intern über die Umgebungstemperatur hinaus auf. Zusätzlich zur Einschränkung der Umgebungstemperatur gilt daher eine Einschränkung der maximalen Chiptemperatur (genauer: Sperrschicht-Temperatur, meistens mit TJ bezeichnet, Grenze oft bei 150 °C), um seine Beschädigung zu vermeiden. Ggf. muss die Temperaturerhöhung abgeschätzt werden, zu diesem Zweck macht der Hersteller Angaben über den Wärmewiderstand zwischen dem Chip und der Umgebung, abhängig von der Art der Montage. Je nach abzuleitender Verlustleistung als Wärme gibt es unterschiedliche Gehäuseformen, die unterschiedliche Arten der Montage erlauben, z. B. auch an Kühlkörpern.
Es ist üblich, für einen OP mehrere Gehäusevarianten anzubieten. Damit werden nicht nur unterschiedliche Kühlungsanforderungen abgedeckt, sondern auch unterschiedliche Montagetechniken und Miniaturisierungsstufen unterstützt. Die in der Anfangszeit dominanten Gehäuseformen waren für den Einsatz in Stecksockeln vorgesehen, heute jedoch dominiert die SMD-Löttechnik. Die relativ großen und bastelfreundlichen DIL-Gehäuse sind noch immer verbreitet, aber die kleineren SMD-Gehäuse werden in erheblich größeren Mengen produziert. Neuere OP-Modelle sind oft nur noch in kleinen SMD-Gehäusen verfügbar. Die kleinsten Varianten sind kaum noch größer als der Silicium-Chip selbst.

### Ausgangsimpedanz und -strom
Der Ausgangswiderstand eines idealen OP ist bei einem Spannungsausgang 0, bei einem Stromausgang unendlich. Dabei sind Ausgangsspannung und Ausgangsstrom unbegrenzt. Das ist in der Realität nicht erreichbar.
Die Ausgangsstufe eines Operationsverstärkers besitzt eine Strom-Spannungs-Kennlinie, die sich durch einen differentiellen Widerstand, den Ausgangswiderstand approximieren lässt. Durch diesen reduziert sich die Aussteuerbarkeit des Ausgangs nach dem ohmschen Gesetz in Abhängigkeit von dem Ausgangsstrom. Innerhalb dieser Grenzen kann der Ausgangswiderstand aufgrund der Gegenkopplung meistens vernachlässigt werden; eine Ausnahme bildet eine kapazitive Belastung des Ausgangs, die ein RC-Glied bzw. einen Tiefpass innerhalb der Gegenkopplung bildet. Die sich daraus ergebende Phasenverschiebung kann zur Instabilität der Gesamtschaltung führen.
Der maximale Ausgangsstrom liegt meistens bei einigen 10 mA, der Ausgang ist normalerweise kurzschlussfest. Darüber hinaus gibt es spezielle integrierte Operationsverstärker, die Ausgangsströme von mehr als 10 A liefern können. Diese werden in passende Gehäuse eingebaut, welche die mit den hohen Strömen einhergehende Verlustwärme ableiten können. Alternativ können auch externe komplementäre Transistor-Kollektorstufen die Laststromerhöhung eines OP vornehmen.

### Eingangsimpedanz
Die Spannungseingänge eines idealen OP haben eine unendliche Eingangsimpedanz. Im Falle von Stromeingängen ist sie 0. Das ist real nicht erreichbar.
Alle OPs haben parasitäre Eingangskapazitäten, meist wenige pF. Diese machen sich insbesondere bei höheren Frequenzen bemerkbar.
Die Eingangswiderstände eines realen Operationsverstärkers lassen sich in zwei Gruppen unterteilen:
Gleichtakt-EingangswiderständeDiese beiden Widerstände liegen zwischen dem jeweiligen Eingang und Masse. Sie liegen also parallel zu den Eingängen und werden daher durch eine Gegenkopplung nicht beeinflusst. Der Gleichtaktwiderstand am nichtinvertierenden Eingang bewirkt eine Abschwächung, der am invertierenden Eingang eine Steigerung der Verstärkung. Wenn diese Widerstände im Operationsverstärker abgeglichen sind, kompensieren sich ihre Wirkungen vollständig. Bei realen Operationsverstärkern treten zwar leichte Abweichungen auf, da aber die Gleichtakteingangswiderstände generell sehr hochohmig sind, im Bereich einiger 10 MΩ aufwärts, kann ihr Einfluss meistens vernachlässigt werden.
Differenz-EingangswiderstandDieser Widerstand liegt zwischen nichtinvertierendem und invertierendem Eingang und wirkt durch eine Gegenkopplung dynamisch stark erhöht. Durch eine Gegenkopplung bei nur endlicher Gleichtaktunterdrückung wird die Spannung zwischen den beiden Eingängen immer nahe null Volt gehalten, womit dynamische Widerstandswerte im Bereich von einigen 10 GΩ aufwärts typisch sind.

### Eingangsströme
Die goldenen Regeln fordern, dass keine Ströme in die Eingänge fließen. In der Praxis fließen allerdings geringe parasitäre Ströme, die sich zwischen den OP-Modellen sehr stark unterscheiden.
Eingangsströme sind die Basis- bzw. Gate-Ströme der Eingangstransistoren. Die typischen Werte für Operationsverstärker mit Feldeffekttransistoren liegen bei wenigen Femtoampere bis Pikoampere bei Raumtemperatur, steigen aber mit der Temperatur stark an. Bei Bipolartransistoren liegen die Eingangsströme typisch im Bereich Nano- bis Mikroampere und sind nur wenig von der Temperatur abhängig.

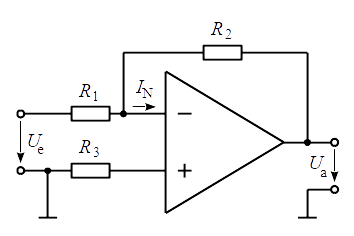
Invertierender Verstärker mit Widerstand zur Kompensation des Eingangsstrom-Einflusses

Die Eingangsströme der beiden Eingänge sind zwar fast, aber nicht exakt gleich. Deswegen wird in Herstellerspezifikationen meistens neben dem mittleren Eingangsruhestrom (engl. input bias current) auch die Differenz der Ströme (engl. input offset current) angegeben.
Der Strom {\displaystyle I_{N}} durch den invertierenden Eingang verursacht eine systematische Abweichung, da er im Rückkopplungsnetzwerk einen Spannungsabfall erzeugt. Dieser lässt sich einfach näherungsweise kompensieren, indem dem Strom durch den nichtinvertierenden Eingang ein gleich großer Widerstand in den Weg gelegt wird.
In der gezeigten Schaltung fließt {\displaystyle I_{N}} durch eine Parallelschaltung aus {\displaystyle R_{1}} und {\displaystyle R_{2}} von Masse (⏊) kommend. (Für die Funktion der Schaltung müssen die Innenwiderstände der Spannungsquellen für {\displaystyle U_{\mathrm {e} }} und {\displaystyle U_{\mathrm {a} }} wesentlich kleiner sein als {\displaystyle R_{1}} und {\displaystyle R_{2}}.) Wird ein Widerstand {\displaystyle R_{3}=R_{1}\|R_{2}} in die Schaltung einfügt, so heben sich die Einflüsse der beiden Eingangsströme durch Differenzbildung nahezu auf.

### Offsetspannung

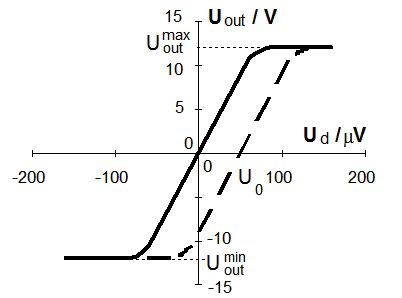
Übertragungskennlinie
ausgezogen: ideal; gestrichelt: real

Die Offsetspannung der Operationsverstärker ist eine Kenngröße für eine Verschiebung der Kennlinie im statischen Übertragungsverhalten. Sie bezeichnet die Spannungsdifferenz, die zwischen den Eingängen liegen muss, um die Ausgangsspannung auf null zu bringen. Sie kann je nach Exemplar positiv oder negativ sein. Die wesentlichste Ursache liegt in voneinander abweichenden Basis-Emitter-Spannungen der Eingangstransistoren. Die reale Übertragungsfunktion lautet im nicht übersteuerten Bereich {\displaystyle U_{\mathrm {a} }=V_{0}\;(U_{\mathrm {d} }-U_{\mathrm {OS} })}.
Die Offsetspannungen liegen typisch im Bereich bis 10 mV. Sie sind abhängig von verschiedenen Einflussgrößen, beispielsweise der Temperatur bis 20 μV/K. Bei Präzisions-Ausführungen wird die Offsetspannung durch Abgleich während der Herstellung auf typisch 10 µV abgesenkt und auf eine Temperaturabhängigkeit von typisch 0,2 µV/K. Bei einer Ausführung mit sogenannter Chopper-Stabilisation, bei der während des Betriebs die Offsetspannung gemessen und korrigiert wird, werden typisch 0,5 µV und 0,01 µV/K erreicht (maximal 5 µV und 0,05 µV/K).

### Rauschen
Das Rauschen von Operationsverstärkern lässt sich durch Angabe einer auf den Eingang bezogenen Rauschspannungsdichte und Rauschstromdichte beschreiben. Das Rauschen eines Operationsverstärkers setzt sich aus zwei Komponenten zusammen:
1/f-RauschenUnterhalb von typischerweise 10 bis 50 Hz (bipolar) bzw. 250 bis 5000 Hz (MOS) steigt der Erwartungswert des Rauschleistungsdichtespektrums mit 8,5 bis 9 dB/Dekade zu tieferen Frequenzen hin an.
Weißes RauschenDieses Rauschen hat einen frequenzunabhängigen Erwartungswert im Leistungsdichtespektrum. Typische Werte liegen im Bereich von 1 nV/√Hz bis 100 nV/√Hz und 1 fA/√Hz bis 5 pA/√Hz. Die Rauschspannung und der Rauschstrom ergeben sich aus der jeweiligen Kennzahl multipliziert mit der Wurzel der betrachteten Bandbreite.
Das Rauschen wird überwiegend durch den Aufbau des Differenzverstärkers bestimmt. Werden dafür JFETs oder MOSFETs verwendet, ergibt sich ein niedriges Strom-, aber vergleichsweise hohes Spannungsrauschen. Umgekehrt verhält es sich bei Differenzverstärkern, die auf Bipolartransistoren basieren, insbesondere wenn der Differenzverstärker mit hohem Strom betrieben wird. Ein Beispiel für einen Operationsverstärker mit geringem Spannungsrauschen ist der Typ AD797. Operationsverstärker mit niedrigem Spannungsrauschen haben ein hohes Stromrauschen und umgekehrt.
Wie stark sich das Stromrauschen auswirkt wird durch die Widerstände an den Eingängen bestimmt. Wesentlich ist der Gesamtbetrag der beiden Rauschquellen. Bei niedrigen Quellenwiderständen kommt es vor allem auf das Spannungsrauschen des Operationsverstärkers an, während bei hohen Quellenwiderständen das Stromrauschen des Verstärkers am Generatorwiderstand wichtig wird. Hier gilt es, den zur Problemstellung passenden Typ zu wählen.
Wird der Wert der Rauschspannung durch den Rauschstrom geteilt, erhält man einen Wert mit der Einheit Ohm. Eine Signalquelle mit dieser Impedanz stellt für diesen OPV die Quelle da, die er am rauschärmsten verstärken kann. Bei diesem Widerstandswert sind die Beiträge des Strom- und Spannungsrauschens gleich. Unterscheidet sich dieser Wert um einen Faktor von mehr als 3 von der Quellimpedanz, ist der Operationsverstärker im Hinblick auf sein Rauschverhalten für die Aufgabenstellung nicht optimal, man verliert mehr als 3 dB SNR. Eine weitere wichtige Größe ist die Rauschzahl, die beschreibt, um wie viel der OPV mehr als ein Widerstand rauscht.

### Frequenzkompensation und Verstärkungs-Bandbreite-Produkt

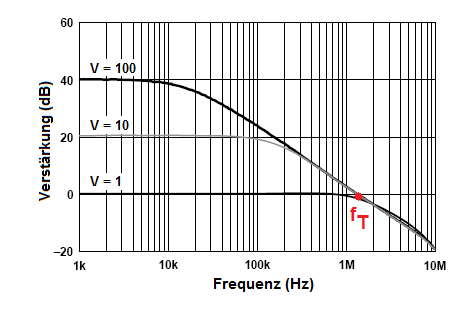
Mit sinkender Verstärkung vergrößert sich die Bandbreite. Unter Bandbreite versteht man den Bereich konstanter Verstärkung.

Ein idealer OP hat eine unbegrenzte Bandbreite und eine unendliche Verstärkung und kann daher Signale beliebiger Frequenz verstärken. Das ist nicht praktisch realisierbar, OPs zeichnen sich daher durch eine begrenzte Bandbreite, d. h. eine maximale Signalfrequenz aus. Dies ist nicht nur ein Nachteil, denn eine begrenzte Bandbreite hilft auch bei der Vermeidung von Eigenschwingungen, die durch Phasenverschiebungen in der Rückkopplungsschleife ermöglicht werden (siehe das Stabilitätskriterium von Nyquist oder das Stabilitätskriterium von Barkhausen). Es ist daher sinnvoll, eine zur Aufgabe passende Verstärkerbandbreite zu wählen, die den besten Kompromiss zwischen den auftretenden Signalfrequenzen und der Stabilität der Schaltung ergibt.
Die Geradeausverstärkung (das ist die Verstärkung ohne externe Beschaltung, auch Leerlaufverstärkung) ist das Verhältnis der Änderung von Ausgangsspannung zur Eingangsspannungsdifferenz. Bei integrierten Operationsverstärkern liegt dieser Verstärkungsfaktor bei niedriger Frequenz nicht selten über einer Million, was eine sehr gute Annäherung an den idealen OP darstellt. Durch Frequenzkompensation sinkt dieser Verstärkungsfaktor jedoch mit steigender Frequenz.
Bei den meisten VV-OPVs wird eine Frequenzkompensation bevorzugt, die zu einem konstanten Verstärkungs-Bandbreite-Produkt führt. Die Geradeausverstärkung des so kompensierten Verstärkers sinkt ab einer bestimmten, relativ niedrigen Frequenz, der Grenzfrequenz, stetig mit 20 dB pro Dekade ab (siehe Diagramm). Das Produkt aus Frequenz und Verstärkung wird in diesem Bereich konstant, und über diesen Bereich zeigt der Verstärker eine weitgehend konstante Phasenverschiebung von 90° (siehe dazu auch Bode-Diagramm). Ist der OP intern kompensiert, dann ist dieses Verstärkungs-Bandbreite-Produkt (englisch gain bandwidth product – GBP, GBW oder GB) fest, und im Datenblatt angegeben. Ist er extern kompensiert, dann muss es durch die Wahl eines extern anzuschließenden Kondensators festgelegt werden. Das Verstärkungs-Bandbreite-Produkt kann je nach Typ des Operationsverstärkers von 100 kHz (bei Micropower-Versionen) bis hinein in den Gigahertz-Bereich variieren.
Die Transitfrequenz beschreibt jene Frequenz, bei der die Geradeausverstärkung (Differenzverstärkung) des Operationsverstärkers den Betrag 1 erreicht, also das Verstärkungsmaß (Logarithmus der Verstärkung) 0 dB wird. Sie ist näherungsweise so groß wie das Verstärkungs-Bandbreite-Produkt.
Beim stromrückgekoppelten Operationsverstärker (CV-OPV) ergibt sich die Möglichkeit, über den niederohmigen invertierenden Stromeingang mittels der Impedanz der Gegenkopplungsschleife das Vorwärtsverstärkungsverhalten und damit das GBP zu steuern. Für große Verstärkungen kann es höher gewählt werden; bei kleinen Verstärkungen wird es herabgesetzt und ermöglicht einen stabilen Betrieb. So ergibt sich beim CV-OPV im Gegensatz zum VV-OPV eine von der Verstärkung unabhängige nutzbare Bandbreite und ein nicht konstantes Verstärkungs-Bandbreitenprodukt. Daraus resultiert ein Vorteil des CV-OPV bei hohen Frequenzen.
Beim VC-OPV und beim CC-OPV kann eine Frequenzkompensation durch kapazitive Belastung des Ausgangs erreicht werden. Im Gegensatz zu einem VV-OPV reduziert eine kapazitive Last am Ausgang nicht die Stabilität, sondern reduziert die Bandbreite und trägt damit zur Stabilität bei.

### Spannungsanstiegsrate
Die Spannungsanstiegsgeschwindigkeit (engl. slew rate) kennzeichnet die maximal mögliche zeitliche Spannungsänderung (Flankensteilheit) des Operationsverstärkerausgangs. Sie wird im Bereich der Großsignalaussteuerung eines Operationsverstärkers festgelegt. Bei der Großsignalaussteuerung wird der Operationsverstärker nicht wie bei der Kleinsignalaussteuerung im linearen Bereich betrieben, sondern bis an die Übersteuerungsgrenzen ausgesteuert und auch in Sättigung getrieben. Die Spannungsanstiegsrate wird meistens in V/µs angegeben und bewegt sich bei
- Standard-Operationsverstärker (z. B. LM741) zwischen 0,1 V/µs und 10 V/µs
- Highspeed-Operationsverstärker (z. B. AD8009, THS3491) zwischen 10 V/µs und 10 000 V/µs

Ein idealer Operationsverstärker würde eine unendlich hohe Spannungsanstiegsrate aufweisen. Während das Verstärkungs-Bandbreite-Produkt bei kleinen Signalamplituden die Frequenz bestimmt, bei der ein Signal noch die gewünschte Verstärkung erfährt, wird das Signal bei größeren Amplituden zusätzlich durch die Spannungsanstiegsrate begrenzt. Insbesondere bei Signalen, die sehr steile Flanken aufweisen (wie Rechtecksignale), ist die Spannungsanstiegsrate oft das wichtigere Auswahlkriterium.
Bei einem typischen VV-OPV mit Frequenzkompensation durch Miller-Kondensator ist die Ursache für die endliche Spannungsanstiegsrate gewöhnlich der begrenzte Ausgangsstrom der Differenzsstufe. Die Kombination der Differenzstufe als Stromquelle mit dem Miller-Kondensator wirkt als Integrator, dessen Anstiegsgeschwindigkeit vom Verhältnis zwischen dem wirksamen Kapazitätswert und der Strombegrenzung der Differenzstufe bestimmt wird. Möglicherweise gelten dabei für ansteigende und abfallende Signale unterschiedliche Stromgrenzen, und damit unterschiedliche Anstiegsraten. Die Wahl des Kondensators für die Frequenzkompensation hat demzufolge bei einem VV-OPV Einfluss auf das Verstärkungs-Bandbreite-Produkt, und zugleich auf die Spannungsanstiegsrate.
OPs mit Stromausgang (VC-OPV und CC-OPV) verhalten sich in dieser Hinsicht anders. Ihre Spannungsanstiegsrate hängt von der kapazitiven Last am Ausgang ab und ist daher im Datenblatt nicht angegeben.

### Nichtlineares Verhalten
Wie jeder Verstärker zeigen auf Operationsverstärkern basierende Schaltungen ein nichtlineares Übertragungsverhalten. Dies kann erwünscht sein, zum B. um mathematische Operationen wie Exponential- oder Logarithmusfunktion darzustellen, um Filterfunktionen (wie Tief- oder Hochpass) zu realisieren oder bestimmte Messfunktionen (z. B. Scheitelwertbestimmung) zu implementieren. In diesen Fällen ist die Nichtlinearität Teil des Schaltungsdesigns und wird im Wesentlichen durch die äußere Beschaltung bestimmt.
Nichtlineares Verhalten zeigt sich aber auch in Schaltungen wie dem nichtinvertierenden Verstärker, dessen Ausgangssignal idealerweise ein linear verstärktes Abbild des Eingangssignals sein sollte. Dabei kommt es zu unerwünschten Verzerrungen des zu übertragenden Signals. Wie groß die Anteile durch nichtlineare Verzerrung sind, wird als THD (englisch Total Harmonic Distortion; übersetzt etwa: Gesamte harmonische Verzerrung) angegeben. Als Ursachen für Verzerrungen können grundsätzlich unterschieden werden:
- intrinsische Verzerrungen des gewählten OpAmp-Typs
- Überschreitung zulässiger Bereichsgrenzen

#### Typ-spezifische Verzerrung
Typ-abhängige Verzerrungen ergeben sich insbesondere durch interne Kapazitäten und Stromquellen mit (zwangsläufig) begrenzter Impedanz; sie betreffen in erster Linie das Kleinsignalverhalten. Besondere Bedeutung haben die mit steigender Signalfrequenz sinkende Leerlaufverstärkung und die in Folge abnehmende Impedanz der Verstärkerendstufe: Verzerrungen nehmen bei höheren Frequenzen zu. Viele IC-Hersteller machen dazu Angaben in den Datenblättern. Besonders geeignet zur Messung solcher intern erzeugten Verzerrungen ist der nichtinvertierende Verstärker.

#### Verzerrungen durch Bereichsüberschreitungen
Ist der Eingangspegel für die gewählte Verstärkung zu hoch, wird der Ausgang vollständig bis an die von den Versorgungsspannungen vorgegebenen Grenzen ausgesteuert. Sobald sich der Ausgang diesen nähert, flacht die Kurve der Übertragungsfunktion abrupt ab (englisch Clipping); das Ausgangssignal wird zunehmend mit Harmonischen seiner Grundfrequenz angereichert und dadurch verzerrt. Diese Form der Nichtlinearität betrifft das Großsignalverhalten und kann durch sorgfältige Auslegung der Schaltung vermieden werden.
Reale Operationsverstärker unterliegen einer Vielzahl von Beschränkungen, in deren Nähe nicht lineares Verhalten zunimmt. Wichtig sind insbesondere: Ausgangsspannungsbereich, Eingangsspannungsbereich (englisch input common mode range), Verstärkungs-Bandbreitenprodukt (englisch gain bandwidth product), Spannungsanstiegsrate (englisch slew rate) sowie die Belastung durch nachfolgende Verbraucher (englisch load).
Der erreichbare Ausgangsspannungsbereich hängt vom jeweiligen OpAmp-Typ sowie den gewählten Versorgungsspannungen ab. Verzerrungen im Zusammenhang mit dem Eingangsspannungsbereich betreffen in erster Linie den nichtinvertierenden Verstärker, darunter am stärksten den Spannungsfolger. Sind Signalfrequenz- und Spannungshub zu groß für die maximale Spannungsanstiegsrate des Operationsverstärkers, verändert sich die Signalform; so kann ein Sinus die Form eines Dreiecks annehmen. Allgemein lässt sich sagen, dass Verzerrungen mit steigender Frequenz und niedrigeren Lastimpedanzen zunehmen. All diese Formen nichtlinearen Verhaltens können grundsätzlich durch das Schaltungsdesign beeinflusst werden.
Ein wichtiger Fall nichtlinearen Verhaltens betrifft das zeitliche Ansprechverhalten von Operationsverstärkern, die sich in Sättigung befunden haben (voll ausgesteuert waren). Wird das Eingangssignal soweit reduziert, dass keine Sättigung mehr vorliegt, kommt der Ausgang nicht unmittelbar in den linearen Betriebsbereich zurück, sondern benötigt dafür eine bestimmte Zeitspanne. Diese ist bei den meisten Operationsverstärkern nicht spezifiziert. Auch das Verhalten des Operationsverstärkers innerhalb dieser Zeitspanne ist meist nicht spezifiziert und unterliegt starken Exemplarstreuungen. Durch diesen hystereartigen Effekt kommt es naturgemäß zu einer extremen Signalverzerrung. Aus diesem Grund sollte es schaltungstechnisch vermieden werden, den Operationsverstärker in die Sättigung zu treiben.